# ألكسندر غراهام بل
ألكسندر غراهام بل (بالإنجليزية: Alexander Graham Bell)‏ (3 مارس 1847- 2 أغسطس 1922)، عالم مشهور ومهندس ومخترع ومبتكر إسكتلندي المولد، ينسب إليه تسجيل أول براءة اختراع هاتف وإنشاء شركة الهاتف والتلغراف الأمريكية.
شارك والد وجد وأخ بل جميعهم في العمل في مجال الحديث والفصاحة وكانت والدته وزوجته من الصم، ما أثر على عمل حياته تأثيرا بالغا. وبحثه في السمع والحديث دفعه إلى تجريب أجهزة سمعية، ما أدى إلى حصوله على أول براءة أمريكية عن جهاز الهاتف عام 1876. ولكنه اعتبر الهاتف متدخلا على عمله الحقيقي كعالم ورفض أن يكون له هاتفا في مكتبه.
العديد من الاختراعات الأخرى كانت ملحوظة في حياة بل، بما في ذلك عمله الرائد في مجال الاتصالات البصرية والقارب المحلق (الهايدروفويل) وعلم الطيران. وعلى الرغم من أنه لم يكن من مؤسسي جمعية ناشيونال جيوغرافيك، إلا أنه كان ذا تأثير كبير على المجلة، حيث أصبح ثاني رئيس لها حيث خدم في الفترة من 7 يناير 1898 حتى 1903. يوصف بل بأنه أحد أكثر الشخصيات تأثيرا في تاريخ البشرية.

## نشأته
وُلِد ألكسندر بل في إدنبرة، اسكتلندا في 3 مارس 1847. كانت عائلته تقطن في منزل 16 شارع شارلوت الجنوبي، ويوجد على باب المنزل نقشا حجريا في إشارة إلى مسقط رأس ألكسندر غراهام بل. كان لديه شقيقين: «ميلفيل جيمس بل» (1845-1870) و«إدوارد تشارلز بل» (1848-1867). توفي شقيقيه من داء السل. كان والده «ألكسندر ميلفيل بل» أستاذا جامعيا ووالدته تدعى «إليزا جريس». على الرغم من أنه منذ ميلاده كان يدعى «ألكسندر»، إلا أنه في سن العاشرة توسّل إلى والده أن يكون له اسما أوسطا ينادى به على غرار شقيقيه. في عيد ميلاده الحادي عشر، سمح له والده أن يعتمد الاسم الأوسط «غراهام»، الاسم الذي اختاره بسبب إعجابه بغراهام ألكسندر، وهو شخص كندي تعرّف إليه والده وأصبح صديقا للعائلة. كان الأقارب والأصدقاء يلقبونه باسم «أليك» وهو اللقب الذي استمر والده يناديه به إلى وقت لاحق.

### أول اختراع
عندما كان طفلا صغيرا، أبدى ألكسندر نزعة فضولية لاكتشاف كل شيء يحيط به في العالم الخارجي من حوله، مما أدى إلى جمعه للعينات النباتية وكذلك إجراء التجارب على الرغم من سنه المبكر. كان صديقه الحميم يدعى «بين هيردمان» وهو أحد أبناء أسرة مجاورة لهم تمتلك طاحونة لصنع الدقيق وكانت تلك إحدى المشروعات الرائجة في ذلك الوقت. تساءل بل الصغير عن كيفية عمل الطاحونة. قيل له أن القمح يتم طحنه من خلال عملية شاقة. عندما بلغ بل الثانية عشرة من عمره، صنع آلة باستخدام أدوات منزلية تكونت من مضارب دوّارة ومجموعة من المسامير، وبذلك ابتكر آلة بسيطة لطحن القمح تم تشغيلها واستخدامها لفترة استمرت عدة سنوات. في المقابل منح «جون هيردمان» الفتيان فرصة لإدارة ورشة صغيرة تمكنهم من «الاختراع».
منذ سنواته الأولى أبدى بل طبيعة حساسة وموهبة في الفن والشعر والموسيقى بتشجيع من والدته. أتقن العزف على البيانو بلا أي تدريب رسمي وأصبح عازف البيانو للأسرة. على الرغم من طبيعته الهادئة، نجح في التقليد و«الحِيَل الصوتية» المرتبطة بالتكلم البطني حيث كان يقوم بتسلية ضيوف الأسرة خلال زيارتهم في بعض المناسبات. تأثر بل كثيرا بصمم والدته التدريجي (بدأت بفقدان السمع عندما كان عمره 12 سنة)، وتعلم لغة الإشارة حتى يتمكن من مجالستها ومحاكاتها بصمت وكانت المناقشات تدور في منزل الأسرة، كما طوّر تقنية ليتحدث بنبرة واضحة ومباشرة إلى جبهة والدته حتى تتمكن من سماعه بشكل واضح نسبيا. اهتمام بل بصمم والدته أدى به إلى دراسة علم الصوتيات.
ارتبطت عائلته لفترة طويلة بتعليم الخطابة وفن الإلقاء: جده «ألكسندر بل» في لندن، وعمه في دبلن، ووالده في إدنبرة، عملوا جميعا في هذا المجال. نشر والده مجموعة متنوعة من الأعمال التي تخص هذا الموضوع وما زال العديد منها معروفا، على الأخص (The Standard Elocutionist) سنة 1860. نُشِر العمل في إدنبرة سنة 1868، وظهر في 168 طبعة بريطانية وتم بيع أكثر من ربع مليون نسخة في الولايات المتحدة وحدها. شرح والده في هذا البحث أساليبه في كيفية توجيه الصم-البكم (كما كان الاصطلاح آنذاك) للتعبير عن الكلمات وقراءة حركات شفاه الآخرين وفك شفرات المعاني. قام الوالد بتعليم بل وإخوته كتابة الحديث المرئي إلى جانب تحديد أي رمز والصوت المصاحب له. برع بل في ذلك لدرجة أنه أصبح جزءا من العروض العامة لوالده وأذهل الجماهير بقدراته. كان بإمكانه فك رموز الخطابات المرئية والقراءة بدقة لمساحات من الكتابة دون أي معرفة مسبقة بكيفية نطقها بكل لغة تقريبا، بما في ذلك اللاتينية والاسكتلندية الغيلية وحتى السنسكريتية.

### تعليمه
عندما كان طفلا صغيرا، تلقى بل وإخوته تعليمهم المبكر في المنزل على يد والدهم. مع ذلك التحق في سن مبكرة بالمدرسة الثانوية الملكية (The Royal High School) في إدنبرة باسكتلندا وغادرها في سن الخامسة عشر، وبذلك أكمل أول أربعة مراحل فقط. كان سجله المدرسي غير متفوق وتميز بكثرة الغياب والدرجات المتدنية. كان اهتمامه الرئيسي في العلوم وخاصة علم الأحياء، في حين كان يعامل المواد الدراسية الأخرى بلا مبالاة، مما أثار استياء والده المتطلب. عقب تخرجه من المدرسة، سافر بل إلى لندن ليعيش بصحبة جده «ألكسندر بل». خلال السنة التي قضاها مع جده، تولَّد حبه للتعلم وأمضى ساعات طويلة من المناقشة الجدية والدراسة. بذل بل الجَد جهودا كبيرة لتعليم تلميذه الشاب التحدث بوضوح وإقناع، وتلك هي السمات التي احتاجها تلميذه ليصبح هو الآخر معلما. في سن السادسة عشر، حصل بل على منصب «تلميذ-معلم» في الخطابة والموسيقى في أكاديمية ويسترن هاوس (Weston House Academy) في مدينة إلغين بإقليم موراي، اسكتلندا. على الرغم من التحاقه كتلميذ لدراسة اللغتين اللاتينية واليونانية، إلا أنه كان يقوم بالتعليم مقابل وجبات طعام و10 جنيهات إسترلينية عن كل حصة. في العام التالي التحق بجامعة إدنبرة وانضم لأخيه الأكبر ميلفيل الذي كان قد التحق هناك في السنة السابقة. في عام 1868 وبفترة وجيزة تسبق مغادرته إلى كندا مع عائلته، أكمل بل امتحانات نهاية العام وتم قبوله في جامعة لندن.

### تجاربه الأولى الخاصة بالصوت
قام والد بل بدعم اهتمام ابنه بفن الإلقاء، وفي سنة 1863 اصطحبه والده مع إخوته لمشاهدة آلة ذاتية التشغيل فريدة من نوعها (وهي ما تُعرف اليوم باسم الروبوت) التي طورها السير «تشارلز ويتستون» وهي في الأصل من اختراع البارون «فولفجانج فون كيمبلين». كان «الرجل الآلي» البدائي يقوم بمحاكاة صوت الإنسان. انبهر بل بهذه الآلة واقتنى نسخة من كتاب فون كيمبلين الذي تم نشره في ألمانيا وترجمه بمَشَقّة، فقام هو وشقيقه الأكبر «ميلفيل» بتصميم رأس رجل آلي خاصا بهما. أبدى والدهما اهتمامه الشديد بهذا المشروع واستعداده لتحمل مصاريف أي مواد لازمة، وعلى سبيل التشجيع عرض عليهما «جائزة كبرى» إذا حققا نجاحا في ذلك. في حين صمّم شقيقه الحلق والحنجرة، تولى بل مسؤولية أداء مهام أصعب من ذلك بكثير ألا وهي إعادة تصميم جمجمة حقيقية للرجل الآلي. أسفرت جهودهما عن تصميم رأسا يشبه الرأس الحقيقة بشكل مذهل وكان بإمكانه «التحدث»، ولو لبضع كلمات فقط. كانا يقومان بتعديل «شفاه» الرجل الآلي بعناية وعند دفع المنفاخ للهواء من خلال القصبة الهوائية كان بالإمكان تمييز نطق لكلمة «ماما» بوضوح، الأمر الذي أذهل الجيران عندما جاءوا لرؤية اختراع بل.
انبهر بل بالنتائج التي توصل إليها إثر تصميمه لهذا الرجل الآلي، لذا واصل إجراء التجارب على أحد الكائنات الحية وهو كلب العائلة من سلالة (Skye Terrier) وكان يُدعى «تروفي». قام بل بتدريب الكلب على أن يتذمر باستمرار، وكان يمد يده في فم الكلب ويتلاعب بشفاه الكلب وأحباله الصوتية لإنتاج أصوات بسيطة (Ow ah oo ga ma ma) أي «آو آه أوو جا ما ما». مع قليل من الإقناع، اعتقد الزائرون أن هذا الكلب يمكنه أن يتلفظ بعبارة (How are you grandma) أي «كيف حالك يا جدتي؟». للدلالة على طبيعته المرحة، أقنعت اخترعاته المشاهدين أنهم رؤوا «كلب يتكلم». أسفرت هذه التجارب الأولية على الصوت عن قيام بل بأول عمل جدي على انتقال الصوت، وذلك باستخدام الشوكة الرنانة لاكتشاف الرنين.
أعد بل تقريرا عن عمله عندما كان عمره تسعة عشر عاما وأرسله إلى عالِم لغة يُدعى «ألكسندر جون إليس»، وهو زميل والده (تم تجسيده لاحقا في شخصية البروفيسور «هنري هيجنز» في مسرحية بجماليون). رد إليس على بل فورا مشيرا إلى أن هذه التجارب مماثلة لعمل قائم في ألمانيا في ذلك الوقت، كما قدم لبيل نسخة من عمل هرمان فون هلمهولتز بعنوان (The Sensations of Tone as a Physiological Basis for the Theory of Music) أي الإحساس بالأنغام كأساس فسيولوجي لنظرية الموسيقى.
انزعج بل كثيرا بعد إدراكه أن هلمهولتز قد بدأ بالفعل بعمل رائد يقوم فيه بتحويل أصوات حروف العلة باستخدام «أداة غريبة الشكل» مشابهة للشوكة الرنانة، فانكب على قراءة كتاب هذا العالم الألماني. كان بل يعمل من ترجمته السيئة للطبعة الألمانية الأصلية، وبالصدفة استنتج أن ذلك سيكون دعامة لكل عمله في المستقبل على نقل الصوت قائلا: «دون معرفة الكثير عن هذا الموضوع بدا لي أنه إذا أمكن إنتاج أصوات حروف العلة عن طريق وسائل كهربائية، بالتالي يمكن إنتاج أصوات الحروف الساكنة، وأيضا يمكن إنتاج أصوات تعبير كلامي.» كما أبدى لاحقا ملاحظة أخرى: «اعتقدت أن هلمهولتز قد فعل ذلك... وأن الفشل يرجع فقط لجهلي بالكهرباء. كان ذلك خطأ فادحا... لو كنت قادرا على قراءة اللغة الألمانية في تلك الأيام، ربما لما كنت قد بدأت تجاربي!»

### مأساة عائلته
عندما انتقلت عائلة بل إلى لندن في عام 1865، عاد بل إلى أكاديمية (Weston House Academy) بصفته مدرسا مساعدا، واستمرت تجاربه على الصوت في وقت فراغه باستخدام الحد الأدنى من المعدات المختبرية. ركز بل على إجراء التجارب باستخدام الكهرباء لنقل الصوت ثم قام بعد ذلك بتركيب سلك التلغراف من حجرته في كلية سومرست (Somerset College) إلى حجرة أحد أصدقائه. تدهورت صحة بل في أواخر سنة 1867 بشكل رئيسي بسبب الإجهاد. كما كان شقيقه الأصغر إدوارد «تيد» طريح الفراش حيث كان يعاني من داء السل. على الرغم من تعافي بل (منذ ذلك الحين بدأ يشير إلى نفسه باسم أي جي بل "A.G. Bell" في المراسلات) وعمله في السنة التالية كمعلم في كلية سومرست بمدينة باث، إنجلترا، إلا أن حالة شقيقه الصحية كانت في تدهور تام. لم يُشفَ إدوارد من مرضه أبدا. عاد بل إلى منزله عقب وفاة شقيقه في عام 1867. كان شقيقه الأكبر ميلفيل قد تزوج وانتقل من المنزل. مع أن بل كان يطمح في الحصول على درجة علمية من جامعة لندن، إلا أنه اعتبر سنواته التالية بمثابة سنوات تحضيرية لخوض الامتحانات التي تسبق الحصول على الدرجة العلمية ولذا كرس وقت فراغه لقضائه في منزل العائلة من أجل البحث والدراسة.
مساعدة بل لوالده في الدراسات والمحاضرات حول الكلام المرئي دفعته للتدريس بمدرسة سوزانا إي هال الخاصة للصم في جنوب كنسينغتون، لندن. وكان أول اثنين من تلاميذه فتاتان «صم-بكم» واللتان حققتا تقدما ملحوظا في تعلم النطق تحت إشرافه. في حين حقق شقيقه الأكبر نجاحا في العديد من المجالات منها فتح مدرسته الجديدة الخاصة بتعليم الخطابة والنطق وقدم طلبا للحصول على براءة اختراع لأحد الابتكارات كما أنه أنه قد كَوَّن أسرة، إلا أن بل استمر في عمله مدرسا. في مايو 1870، توفي ميلفيل من المضاعفات الناجمة عن مرض السل، مما تسبب في أزمة للأسرة. كما عانى والده من قبل في حياته من مرض تسبب له بضعف عام ولكنه تماثل للشفاء واستعاد صحته عقب فترة النقاهة التي قضاها في مقاطعة نيوفاوندلاند الكندية. اتخذت عائلة بل قرار الانتقال بعد فترة طويلة من التخطيط عندما أدركوا أن من تبقّى من أبنائهم أيضا مريض. تصرف ألكسندر ميلفيل بل بحزم وطلب من بل القيام بترتيبات بيع جميع ممتلكات الأسرة، وإنهاء كافة شؤون شقيقه العالقة (تولى بل تلميذه الأخير وعالجه من لدغة واضحة)، والانضمام لوالديه في التجهيز للعالم الجديد. قرر بل أيضا على مضض الانفصال عن «ماري إكليستون» وإنهاء علاقته بها ظنا منه أنها لم تكن على استعداد لترك إنجلترا والسفر معه إلى الخارج.

## كندا
في عام 1870 عندما كان بل عمره ثلاثة وعشرون، سافر هو وأرملة شقيقه كارولين (مارجريت أوتاواي) ووالديه عبر (SS Nestorian) إلى كندا. وبعد وصولهم إلى مدينة كيبيك الكندية، استقل بل وعائلته أحد القطارات المتجهة إلى مدينة مونتريال ثم انتقلوا منها فيما بعد إلى مقاطعة باريس بأونتاريو ثم قرروا البقاء مع القس «توماس هندرسون» وهو صديق للعائلة. بعد بقائهم لفترة وجيزة مع هندرسون، قامت عائلة بل بشراء مزرعة تبلغ مساحتها عشرة فدادين ونصف (42,000 متر مربع) بمرتفعات توتيلو (Tutelo Heights) والتي تسمى الآن مرتفعات توتيلا (Tutela Heights) وتقع قرب مدينة برانتفورد بأونتاريو. يتألف العقار من بساتين ومنزل مزرعة كبير وإسطبل وزريبة خنازير وحظيرة للدجاج ومنزل متنقل، مع إطلالة على نهر غراند.
قام بل بتأسيس معمله الخاص حول مسكنه في المنزل المتنقل بالقرب مما أسماه «مكان أحلامه»، وهو مكان كبير تحيط به الأشجار ويقع خلف المزرعة ويطل على النهر. على الرغم من ضعف حالة بل الصحية عند وصوله إلى كندا، إلا أنه استحب المناخ ومحيط إقامته مما ساعد على تحسن حالته الصحية بسرعة. واصل بل اهتمامه بدراسة الصوت البشري، وعندما اكتشف محمية (Six Nations Reserve) عبر النهر في مقاطعة أونونداجا (Onondaga) الريفية تعلم لغة الموهوك وترجم مفرداتها غير المكتوبة إلى رموز الخطاب المرئي. تم منح بل لقب رئيس فخري تقديرا لعمله كما شارك باحتفال قام فيه بارتداء قبعة قبائل الموهوك ورقص رقصاتهم التقليدية.
بعد أن قام بل بإنشاء معمله بدأ في مواصلة إجراء تجاربه التي تستند إلى عمل هلمهولتز المتعلق بالكهرباء والصوت. وقام بتصميم بيانو يمكن من خلال الكهرباء أن ينقل الموسيقى التي تصدر منه لمسافة بعيدة. عندما استقرت العائلة في الحياة الجديدة، وضع بل ووالده خططا لممارسة مهنة التدريس في عام 1871، ورافق والده إلى مونتريال حيث عُرِض على ميلفيل وظيفة لتعليم نظامه الخاص بالكلام المرئي.

## عمله مع الصم
في وقت لاحق قامت «سارة فولر»، مديرة مدرسة للصم البكم (لا تزال قائمة إلى اليوم تحت اسم مدرسة هوراس مان العامة للصم) في بوسطن بولاية ماساتشوستس الأمريكية بدعوة والد بل لتقديم نظاما للكلام المرئي من خلال توفير التدريب للمعلمين الذين يعملون لدى فولر، لكنه رفض هذا المنصب لصالح ابنه. خلال سفره إلى بوسطن في أبريل 1871، أظهر بل نجاحه في مجال تدريب معلمي المدرسة، وبالتالي طُلِب منه تكرار البرنامج في المدرسة الأمريكية للصم البكم في هارتفورد، كونيكتيكت ومدرسة كلارك للصم في مدينة نورث هامبتون، ماساتشوستس.
بعد عودته إلى برانتفورد وبعد قضاء ستة أشهر في الخارج، استمر بل بإجراء تجاربه على «التلغراف الموسيقي». كانت الفكرة الأساسية من جهازه هو إمكانية إرسال الرسائل عبر سلك واحد إذا كانت كل رسالة تُنقَل باهتزاز مختلف، ولكن كان يجب العمل على الإرسال والاستقبال. لم يكن بل متأكدا من مستقبله حيث فكر في البداية بالعودة إلى لندن لاستكمال دراسته، لكنه قرر العودة إلى بوسطن كمعلم. ساعده والده في إعداد مركزه الخاص عن طريق الاتصال بـ«جاردينر جرين هوبارد»، رئيس مدرسة كلارك للصم للحصول على توصية. قام بل بتدريس نظام والده، وفي أكتوبر 1872 افتتح «مدرسة فسيولوجيا الصوت وآليات الكلام» في بوسطن، واستقطب عددا كبيرا من التلاميذ الصم وتكوَّن الصف الأول من ثلاثين طالب. خلال عمله كمدرس خصوصي، كانت إحدى أشهر تلاميذه هيلين كيلر التي التحقت لديه بالمدرسة في سن صغيرة وكانت لا تستطيع الرؤية أو السمع أو الكلام. في وقت لاحق قالت أن بل كَرَّس حياته لاختراق ذلك «الصمت الوحشي العازل والفاصل».
كان للعديد من الأشخاص ذوي النفوذ في ذلك الوقت ومنهم بل رؤية بوجوب القضاء على الصمم، كما اعتقدوا أنه بالموارد والجهود يمكن تعليم الكلام للصم وتجنب استخدام لغة الإشارة، وبالتالي تمكينهم من الاندماج بشكل أكبر في المجتمع الذي يستبعد العديد منهم في كثير من الأحيان. تعرض الأطفال لمعاملة سيئة في عدة مدارس، على سبيل المثال كان يتم تقييد أيديهم خلف ظهورهم حتى لا يتواصلوا من خلال لغة الإشارة (اللغة الوحيدة التي يعرفونها)، وبالتالي تم إجبارهم على محاولة التواصل من خلال الفم.

## الاستمرار بإجراء التجارب
في العام التالي أصبح بل أستاذا لفسيولوجيا الصوت وأساليب التخاطب في جامعة بوسطن لتعليم الكلام للصم والبكم. خلال هذه الفترة كان يتنقل بين بوسطن وبرانتفورد، وكان يقضي الصيف في منزله بكندا. في جامعة بوسطن دفعه وشجعه حماس العديد من العلماء والمخترعين الذين كانوا يقطنون تلك المدينة. واصل بل بحوثه في الصوت، وسعى جاهدا لإيجاد طريقة لنقل النوتات الموسيقية والتعبير الكلامي، ولكن على الرغم من استغراقه بتجاربه إلا أنه وجد صعوبة في تخصيص وقت كاف لإجراء التجارب. خلال انشغاله طوال الوقت بالتعليم والدروس الخصوصية، بدأ بل السهر إلى وقت متأخر بالليل لكي يتمكن من إجراء تجربة تلو الأخرى بأدوات مستأجرة من النُّزُل الذي كان يقيم فيه. كان يواصل العمل على مدار ساعات الليل بنشاط دائم إلا أنه كان يخشى أن يقوم أحد باكتشاف عمله حيث كان يحرص على حفظ دفتر ملاحظاته وإخفاء أدوات معمله. امتلك بل طاولة صنعت خصيصا له ليتمكن من حفظ مدونة ملاحظاته وأدواته الخاصة فيها وإقفالها بإحكام. تدهورت صحته لفترة وعانى من آلام شديدة بسبب الصداع. بعودته إلى بوسطن في خريف عام 1873، اتخذ بل قرارا مصيريا للتركيز على تجاربه في الصوت.
قرر بل التخلي عن عمله الخاص والمربح في بوسطن ولكنه أبقى على إثنين من طلابه وهما «جورجي ساندرز» البالغ من العمر ستة أعوام وكان يعاني من الصمم منذ الولادة، و«مابيل هوبارد» البالغة من العمر خمسة عشر عاما. لعب كل منهما دورا مهما في الأحداث اللاحقة. والد جورج «توماس ساندرز» وهو رجل أعمال ثري، عرض على بل مكانا للإقامة بالقرب من مدينة سالم بولاية ماساتشوستس مع جدة جورجي، ووفر له حجرة ليتمكن من استكمال «التجارب». على الرغم من أن العرض قدمته والدة جورجي وجاء ذلك عقب ترتيبات استمرت لمدة عام تقريبا في 1872 حيث كان قد انتقل ابنها ومربيته إلى منطقة بالقرب من النزل الذي أقام به بل، إلا أنه كان من الواضح ترحيب السيد ساندرز بهذا الاقتراح. كان الترتيب لتوفير جو ملاءم للمعلم والطالب لمواصلة العمل سويا. أما مابيل فكانت فتاة ذكية وجذابة وكانت تلميذته لمدة عشرة أعوام ولكنها أصبحت الشخصية التي استحوذت على اهتمام بل وعاطفته. كانت قد فقدت حاسة السمع إثر تعرضها لحمى قرمزية كادت أن تودي بحياها وهي في الخامسة من عمرها، تعلمت كيفية قراءة لغة وحركات الشفاه، ولكن والدها «جاردينر جرين هوبارد» وهو الداعم المادي لبيل وصديقه الشخصي أراد لها أن تعمل مباشرة مع معلمها.

## الهاتف

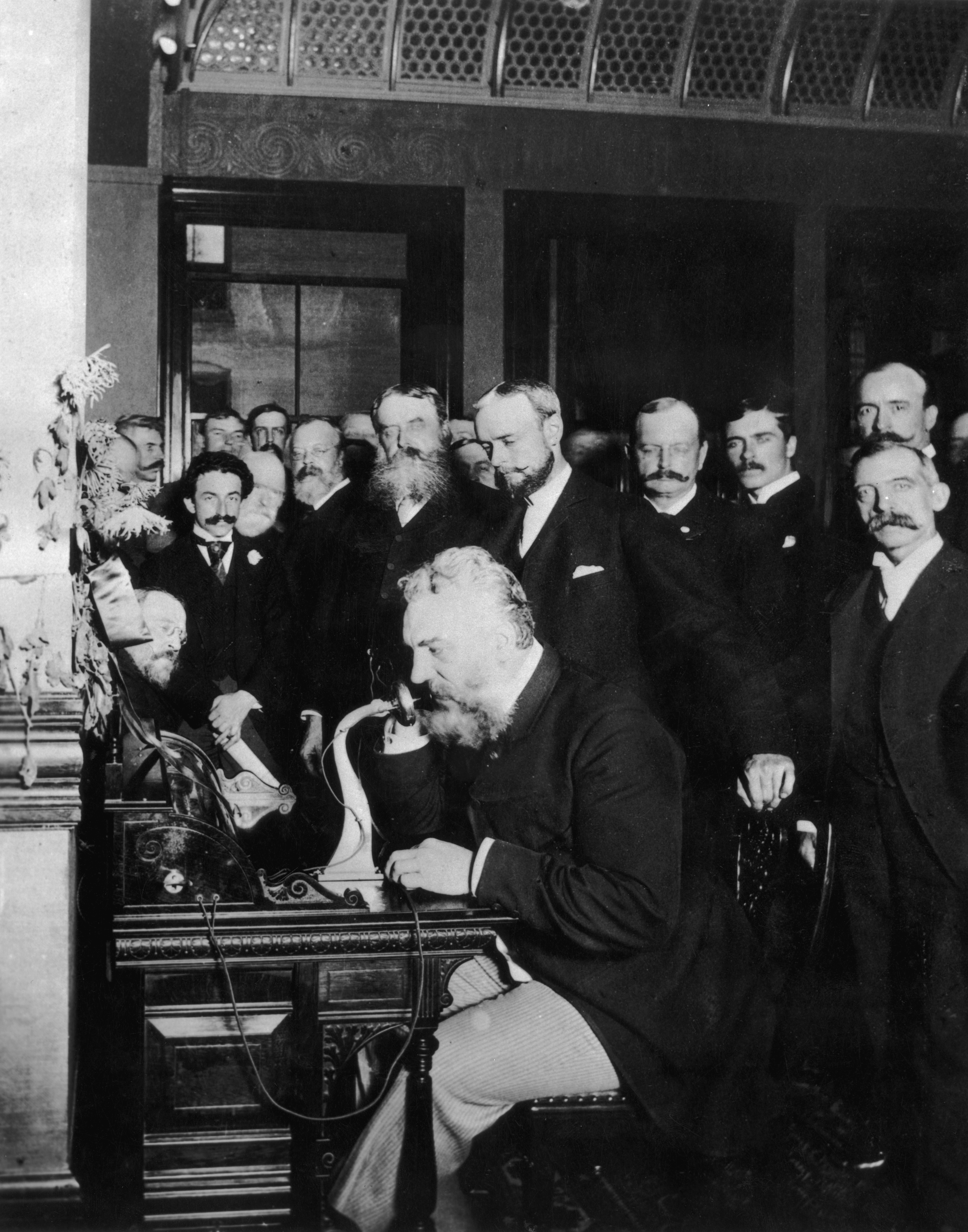
ألكسندر غراهام بل يستخدم الهاتف في نيويورك للاتصال بشيكاغو (1892).

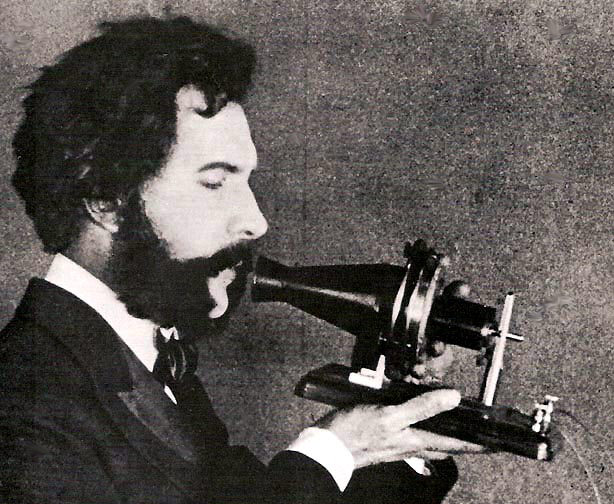
ممثل يجسّد شخصية ألكسندر غراهام بل في فيلم ترويجي (1926).

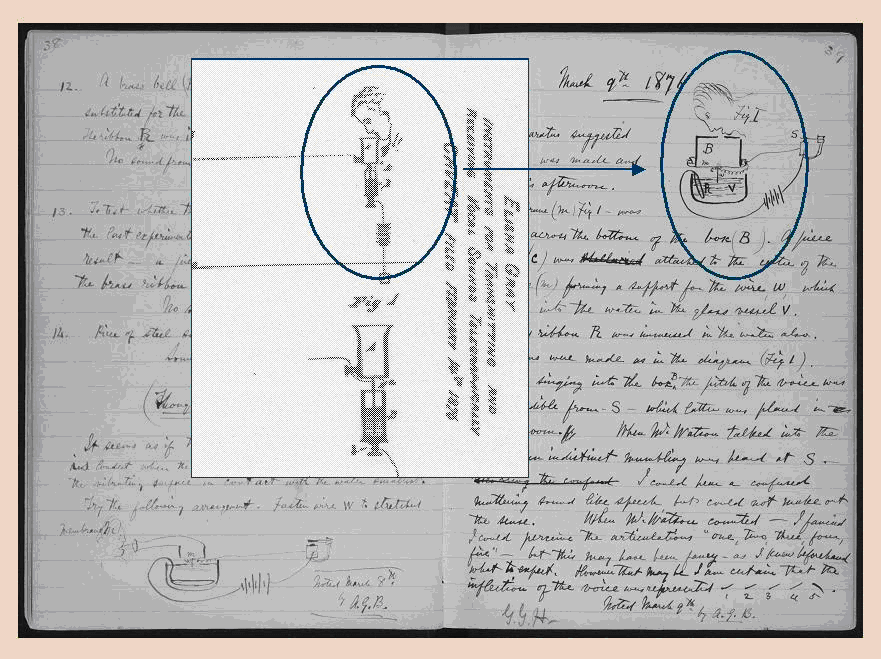
مقارنة بين الرسم التوضيحي للهاتف من مذكرات ألكسندر غراهام بل ورسم إليشا غراي في طلب الإنذار لبراءة اختراع.

بحلول عام 1874، دخل عمل بل المبدئي على التلغراف الموسيقي في مرحلة التشكيل والتقدم مما أدى إلى تحقيقه نجاحا كبيرا من خلال عمله في مختبره الجديد في بوسطن (مكان مستأجر) وكذلك في منزل أسرته بكندا. على الرغم من عمل بل في ذلك الصيف بمدينة برانتفورد، إلا أنه أجرى تجاربه على الفونوتوغراف (phonautograph) وهو جهاز يشبه القلم يستطيع رسم أشكال الموجات الصوتية على زجاج مدخن عن طريق تتبع اهتزازاتها. فكّر بل أنه ربما يكون من الممكن توليد تيارات كهربائية موجية مترددة تتوافق مع الموجات الصوتية. كما اعتقد بأن القصبة المعدنية المتعددة التي تم ضبطها لترددات مختلفة مثل القيثارة ستكون قادرة على تحويل التيارات المتموجة إلى صوت مرة أخرى. لكنه لم يمتلك نموذج عمل ليعرض جدوى هذه الأفكار.
اتسعت حركة الرسائل التلغرافية بشكل سريع في عام 1874، وكما ورد على لسان رئيس شركة ويسترن يونيون «ويليام أورتون» أن ذلك أصبح يُعَد بمثابة «الجهاز العصبي للتجارة». تعاقد أورتون مع المخترعين توماس إديسون وإليشا غراي لإيجاد طريقة لإرسال رسائل متعددة من خلال التلغراف عبر كل خط من خطوط التلغراف لتجنب التكلفة العالية التي يتم إنفاقها على إنشاء خطوط جديدة. عندما أشار بل إلى جاردينر هوبارد وتوماس ساندرز بأنه يعمل على طريقة لإرسال نغمات صوت متعددة عبر سلك التلغراف مستخدما أداة متعددة القصبات، بدأ هذان الرجلان الثريان بتقديم الدعم المالي لتجارب بل. تعهد محامي هوبارد «أنتوني بولوك» بالأمور التي تتعلق ببراءة الاختراع.
في مارس 1875 قام بل وبولوك بزيارة عالم الفيزياء المشهور جوزيف هنري الذي كان في ذلك الوقت مديرا لمؤسسة سميثسونيان، وطلبا منه إسداء النصيحة حول الجهاز الكهربائي متعدد القصبات الذي كان يأمل بل في أنه قد ينقل صوت البشر عبر التلغراف. جاء رد هنري بأن بل يمتلك «بذرة اختراع عظيم». عندما أخبره بل بعدم امتلاكه المعرفة الكافية التي تمكنه من مواصلة تجاربه، رد عليه هنري قائلا: «احصل عليها!». كان ذلك الرد تشجيعا كبيرا لبيل للاستمرار في المحاولة، على الرغم من أنه لم يكن لديه المعدات اللازمة لمواصلة تجاربه، ولا القدرة على خلق نموذج عمل لأفكاره. مع ذلك سنحت فرصة لبيل غيرت كل ذلك وهي مقابلته لـ«توماس واتسون»، وهو مصمم كهربائي وميكانيكي من ذوي الخبرة في متجر تشارلز ويليامز للآلات الكهربائية.
من خلال الدعم المالي من قبل ساندرز وهوبارد، قام بل بتعيين توماس واتسون مساعدا له، وبدأ الاثنان بإجراء التجارب حول إمكانية إرسال الرسائل عبر التلغراف الصوتي. في 2 يونيو 1875، استطاع واتسون عن طريق الخطأ أن يلتقط إحدى القصبات وأمسك بل بنهاية طرف السلك المستقبل واستطاع سماع النغمات التوافقية للقصبة التي من المحتمل أن تكون ضرورية لنقل الكلام. استنتج بل من ذلك أن قصبة واحدة أو عمود واحد فقط يُعَد ضروريا وليس العديد من القصبات. أدى ذلك إلى الاعتقاد بأن هاتفا يعمل بالصوت على شكل عمود قائم تتوسطه قطعة متعارضة بإمكانه نقل صوت يشبه الرنين ولكن ليس كلاما واضحا.

### السباق إلى مكتب براءات الاختراع
كان يُعتقد أنه هو من اخترع الهاتف إلى أن اعترف مجلس الكونغرس الأمريكي رسمياً في عام 2002 أن المخترع الإيطالي أنطونيو ميوتشي هو المخترع الحقيقي للهاتف وذلك بعد مرور 113 عاماً على وفاته أي منذ عام 1889. فقد اعترف مجلس النواب الأمريكي رسمياً في سنة 2002 بتاريخ 11 يونيو بأن ميوتشي أول مخترع لفكرة الهاتف في قرار المجلس رقم 269. وهذا يعني أن ألكسندر غراهام بل فقط قام باختراع الهاتف بناءً على فكرة اختراع وجدها في نموذج من نماذج اختراعات أنطونيو ميوتشي.
في عام 1875، قام بل بتطوير جهاز التلغراف الصوتي وأعد طلبا للحصول على براءة اختراعه. اتفق على تقاسم الأرباح من الولايات المتحدة مع المستثمرين جاردينر هوبارد وتوماس ساندرز، كما طلب بل من أحد أصدقائه وهو السياسي الكندي «جورج براون» محاولة تسجيل براءة الاختراع في بريطانيا، فأصدر تعليمات لمحاميه بتقديم طلب للحصول على براءة الاختراع في الولايات المتحدة بعد أن يتلقى كلمة من بريطانيا. (كانت بريطانيا تمنح براءات الاختراع للاكتشافات التي لم يسبق تسجيلها ضمن براءات الاختراع في أي دولة أخرى).
في غضون ذلك، كان إليشا غراي أيضا يجري تجاربه على إرسال الرسائل عبر التلغراف الصوتي وفكر في طريقة لنقل الكلام باستخدام جهاز إرسال مائي. في 14 فبراير 1876 قدم غراي طلب إنذار لتصميم هاتف يعمل باستخدام جهاز إرسال مائي لدى مكتب براءات الاختراع في الولايات المتحدة. وفي صباح اليوم نفسه، قدم محامي بل طلبا باسم بل إلى مكتب براءات الاختراع. أُثير جدلا واسعا حول من وصل أولا، وفي وقت لاحق اعترض غراي على أولوية براءة اختراع بل. كان بل في بوسطن بتاريخ 14 فبراير 1876 ولم يصل إلى واشنطن حتى 26 فبراير.
سُجِّلت براءة اختراع بل برقم 174,465 ومُنِحت له يوم 7 مارس 1876 من قبل مكتب براءات الاختراع في الولايات المتحدة. كانت براءة اختراع بل تتعلق بـ«طريقة وجهاز لنقل الصوت أو غيره من النغمات تلغرافيا... من خلال التسبب بتموجات كهربائية تشبه في شكلها ذبذبات الهواء المرافقة للصوت أو غيره من النغمات.» عاد بل إلى بوسطن في نفس اليوم واستأنف عمله في اليوم التالي ورسم شكلا توضيحيا في مدونة مذكراته يماثل الرسم الذي جاء في طلب إنذار غراي لبراءة الاختراع.
في 10 مارس 1876 أي بعد ثلاثة أيام من إصدار براءة اختراعه، نجح بل في تشغيل هاتفه باستخدام جهاز إرسال سائل مشابه لتصميم غراي. تسبب الاهتزاز في طبلة الهاتف باهتزاز إبرة في المياه مما أدى إلى اختلاف المقاومة الكهربائية في الدائرة. عندها ذكر بل جملته الشهيرة «السيد واتسون - تعال إلى هنا - أريد أن أراك» في جهاز الإرسال السائل، واتسون الذي كان في نهاية الخط في غرفة مجاورة استمع إلى الكلمات بوضوح.
على الرغم من أن بل كان وما زال مُتهَما بسرقة الهاتف من غراي، إلا أن بل استخدم تصميم الإرسال المائي الخاص بغراي بعد أن مُنِح بل براءة الاختراع باعتباره فقط دليلا على مفهوم التجربة العلمية ليثبت رضاه الشخصي عن مفهوم أن «التعبير الكلامي» (كلمات بل) يمكن أن ينتقل كهربائيا. بعد مارس 1876 ركز بل على تحسين الهاتف الكهرومغناطيسي ولم يستخدم أبدا جهاز الإرسال المائي الخاص بغراي في العروض العامة أو الاستخدام التجاري.
أُثيرت مسألة الأولوية بالنسبة لميزة المقاومة المتغيرة في الهاتف من قبل الفاحص قبل موافقته على طلب بل لبراءة الاختراع. وقال لبيل أن ادعائه لميزة المقاومة المتغيرة تم وصفها أيضا في طلب إنذار غراي لبراءة الاختراع. أشار بل إلى أن جهاز المقاومة المتغيرة في تطبيقه السابق عبارة عن كوب من الزئبق، وليس الماء. وكان بل قد قدم طلبا عن الزئبق لدى مكتب براءات الاختراع في العام السابق في 25 فبراير 1875، أي قبل وصف الجهاز المائي لإليشا غراي بوقت طويل. بالإضافة إلى ذلك، أهمل غراي طلب الإنذار الخاص به، ولأن غراي لم يعترض على أولوية بل، وافق الفاحص على براءة اختراع بل في 3 مارس 1876. قام غراي بإعادة اختراع هاتف ذو مقاومة متغيرة، ولكن بل كان أول من كتب الفكرة وأول من اختبرها على الهاتف.
كما أدلى فاحص براءات الاختراع «زيناس فيسك ويلبر» لاحقا بشهادة رسمية كتابية أقر فيها مع حلف اليمين بأنه كان مدمنا للكحوليات وكان مدينا لمحامي بل «مارسيلو بيلي» الذي خدم معه أثناء الحرب الأهلية. وادعى أنه أطلع بيلي على طلب إنذار غراي لبراءة الاختراع. كما صرّح ويلبر (بعد وصول بل إلى واشنطن العاصمة من بوسطن) أنه عرض طلب إنذار غراي إلى بل فدفع له بل 100 دولار أمريكي. قال بل بأنهما تطرقا لمناقشة براءة الاختراع من منظورها الشامل فحسب على الرغم من أن بل أقر في أحد الخطابات التي أرسلها إلى غراي بأنه استفاد من بعض التفاصيل الفنية. وقد نفى بل في شهادة مع حلف اليمين أنه أعطى ويلبر أي أموال.

### تطورات لاحقة
واصل بل إجراء تجاربه في برانتفورد وقام بإحضار نموذج عملي لهاتفه. في 3 أغسطس 1876 قام بل بإرسال برقية مؤقتة تبين استعداده من مكتب التلغراف في مدينة برانت، أونتاريو التي تبعد خمسة أميال (8 كم) عن برانتفورد. تجمع المشاهدون الفضوليون داخل المكتب كشهود، وقد سمعوا أصواتا خافتة في الرد. في الليلة التالية أدهش بل الضيوف فضلا عن عائلته عندما تلقى رسالة من منزله في برانتفورد الذي يبعد أربعة أميال (6 كم) عبر الأسلاك المعلقة على طول خطوط وأسوار التلغراف والموضوعة خلال نفق. هذه المرة سمع الضيوف في المنزل بوضوح قراءة وغناء أشخاص في برانتفورد. أثبتت تلك التجارب إمكانية عمل الهاتف بوضوح عبر المسافات البعيدة.
عرض بل وشريكيه هوبارد وساندرز بيع براءة الاختراع مباشرة إلى شركة ويسترن يونيون مقابل 100,000 دولار أمريكي. ولكن رئيس شركة ويسترن يونيون رفض ذلك قائلا أن الهاتف لا يُعَد شيئا سوى دمية. بعد ذلك بسنتين، أخبر زملاءه أنه إذا استطاع الحصول على براءة الاختراع بمبلغ 25 مليون دولار أمريكي ستعتبر حينئذٍ صفقة. بعد ذلك لم تعد شركة بل ترغب ببيع براءة الاختراع.
بدأ بل سلسلة من العروض العامة والمحاضرات ليقدم اختراعه الجديد للمجتمع العلمي وللجماهير من عامة الناس. بعد مرور يوم واحد فقط على محاضرته الأولى عن النموذج الأصلي للهاتف في المعرض الدولي المئوي (Centennial Exposition) الذي أقيم بفيلادلفيا عام 1876، تصدر اختراع الهاتف العناوين الرئيسية في الصحف حول العالم. قام أشخاص ذوي نفوذ بزيارة المعرض منهم إمبراطور البرازيل بيدرو الثاني، وفي وقت لاحق أُتيحت لبيل الفرصة لاستعراض اختراعه شخصيا أمام ويليام تومسون، وهو عالم اسكتلندي مشهور. كما أن الملكة فيكتوريا كانت قد طلبت عقد لقاء خاصا في أوسبورن هاوس (Osborne House) وهو منزلها بجزيرة وايت. وصفت الملكة الاستعراض بأنه «الأكثر استثنائية». كان لهذا الحماس والإعجاب الشديد الذي أحاط العروض العامة التي قدمها بل تأثيرا كبيرا من حيث القبول الدولي لجهازه الذي أحدث ثورة.
تم إنشاء شركة بل للهواتف سنة 1877، وبحلول عام 1886، أكثر من 150,000 شخص في الولايات المتحدة امتلكوا الهواتف. أضاف مهندسي الشركة العديد من التحسينات الأخرى على الهاتف، والذي تم اعتباره أحد أنجح المنتجات على الإطلاق. في 1879، قامت شركة بل بشراء براءات اختراع إديسون الخاصة بالميكروفون الكربوني من شركة ويسترن يونيون. بعد ذلك أصبح الهاتف عمليا أكثر للمسافات الطويلة ولم يعد من الضروري أن يقوم الشخص بالصياح في جهاز الإرسال حتى يتمكن الشخص الآخر من سماعه في جهاز الاستقبال.
في 25 يناير 1915، أجرى بل أول مكالمة هاتفية عبر القارة. حيث اتصل بل من مكتب شركة إيه تي آند تي (AT&T) في 15 شارع داي ستريت بمدينة نيويورك، وسمعه توماس واتسون في 333 شارع جرانت أفينيو بسان فرانسيسكو. ذكرت صحيفة نيويورك تايمز:
«في 9 أكتوبر 1876، تحدث ألكسندر غراهام بل إلى توماس إيه واتسون هاتفيا عبر سلك امتد مسافة ثلاثة كيلومترات بين كامبردج وبوسطن. كانت تلك المكالمة السلكية الأولى على الإطلاق. وظُهر أمس (25 يناير 1915)، تحدث نفس الرجلين مع بعضها البعض هاتفيا عبر سلك امتد مسافة 3,400 كيلومتر بين نيويورك وسان فرانسيسكو. وكان الدكتور بل، مخترع الهاتف المخضرم في نيويورك، في حين كان السيد واتسون، شريكه السابق على الجانب الآخر من القارة. سمع الاثنان بعضهما البعض أكثر وضوحا مما كان عليه حديثهما لأول مرة قبل ثمانية وثلاثين عاما مضت.»

### المنافسون
كما هو شائع من حين لآخر في مجال الاكتشافات العلمية هو ظهور تطورات متزامنة كما حصل مع عدد من المخترعين الذين عملوا على الهاتف. على مدى فترة 18 عاما، واجهت شركة بل للهواتف 587 دعوى قضائية تتعلق ببراءة اختراع الهاتف، بما في ذلك خمسة ادعاءات لدى المحكمة العليا للولايات المتحدة، ولكن لم تنجح ولا واحدة منها في إثبات عدم أولوية العمل الأصلي لبراءة اختراع بل ولم تخسر شركة بل للهواتف أبدا في أي قضية وصلت إلى المرحلة النهائية للمحاكمة. كانت ملاحظات بل المختبرية وخطابات الأسرة هي المفتاح لإنشاء سلسلة طويلة من تجاربه. نجح المحاميون في شركة بل بالتصدي لعدد لا يحصى من الدعاوى القضائية التي كان أول من بدأها إليشا غراي وأموس دولبير. وفقا لمراسلاتهما الشخصية مع بل، اعترف كل من غراي ودولبير بأسبقية عمل بل على الهاتف؛ الأمر الذي قلل من صحة ادعاءاتهما فيما بعد.
في 13 يناير 1887، تقدمت الحكومة الأمريكية بقرار رسمي لإلغاء براءة الاختراع الممنوحة لبيل وفقا لأسباب تتعلق بالاحتيال وتحريف الحقائق. بعد سلسلة من القرارات والانتكاسات ربحت شركة بل بقرار من المحكمة العليا، في حين تُرِكت إثنتين من الادعاءات الأصلية من قبل محامي المحكمة دون حسم. بحلول وقت المحاكمة بعد تسع سنوات من النزاع القانوني، توفي وكيل النيابة الأمريكية، وبراءات الاختراع الخاصة ببيل (رقم 174,465 بتاريخ 7 مارس 1876، ورقم 186,787 بتاريخ 30 يناير 1877) لم تعد سارية المفعول، إلا أن القضاة الذين ترأسوا المحكمة اتفقوا على مواصلة الإجراءات القانونية لأهمية هذه القضية باعتبارها سابقة قضائية. بسبب التغيير في الإدارة واتهامات تضارب المصالح (لكلا الجانبين) الناشئة من المحاكمة الأصلية، أسقط نائب عام الولايات المتحدة الدعوى بتاريخ 30 نوفمبر 1897 تاركا العديد من القضايا دون حسم لأسس موضوعية.
ادعى أيضا المخترع الإيطالي «أنطونيو ميوتشي» خلال شهادة أدلى بها في محاكمة سنة 1887 أنه ابتكر النموذج العملي الأول للهاتف في إيطاليا سنة 1834. في سنة 1886 وفي أول القضايا الثلاث التي كان ميوتشي طرفا فيها، أقسم اليمين وأدلى بشهادته كونه شاهدا على أمل أن يحصل على أسبقية لاختراعه. كان دليل ميوتشي في هذه القضية المتنازع عليها ضعيفا نظرا لافتقار اختراعاته للبراهين المادية، وزعمه فقدان نماذج أعماله في مختبر شركة إيه دي تي (The ADT Corporation) في نيويورك، والتي تأسست في وقت لاحق كشركة تابعة لويسترن يونيون في عام 1901. كان عمل ميوتشي كغيره من المخترعين في تلك الفترة يعتمد على مبادئ صوتية موجودة في وقت سابق ورغم وجود أدلة من التجارب السابقة، إلا أن القضية النهائية التي تتضمن ميوتشي تم إسقاطها في النهاية بسبب وفاة ميوتشي. مع ذلك، نظرا للجهود التي بذلها عضو الكونغرس «فيتو فوسيلا»، أعلن مجلس النواب الأمريكي يوم 11 يونيو 2002 «ضرورة الاعتراف بعمل ميوتشي في اختراع الهاتف»، حتى ذلك لم يضع حدا لقضية لا تزال مثيرة للجدل. لا يوافق بعض العلماء العصريين على الادعاءات بأن عمل بل على الهاتف تأثر باختراعات ميوتشي.
تم الاعتراف بأهمية براءة اختراع بل في جميع أنحاء العالم كما تم التطبيق العملي على براءة الاختراع هذه في معظم دول العالم الكبرى، ولكن عندما قام بل بتأجيل طلب براءة الاختراع الألمانية، تمكنت إدارة شركة سيمنز للكهربائيات من تأسيس مصنعا منافسا لشركة بل للهواتف بموجب براءة الاختراع الخاصة بهم. أنتجت شركة سيمنز نُسَخا طبق الأصل تقريبا لهاتف بل دون الحاجة إلى دفع رسوم للاختراع. إن تأسيس شركة بل العالمية للهواتف في بروكسل، بلجيكا سنة 1880 بالإضافة إلى سلسلة اتفاقيات نصت عليها دول أخرى أدوا إلى توحيد العمليات الدولية للهاتف. قدم بل استقالته من الشركة بسبب الضغط الواقع عليه من خلال حضوره المستمر في المحكمة وهذا ما كانت تقتضيه النزاعات القضائية.

## حياته الأسرية

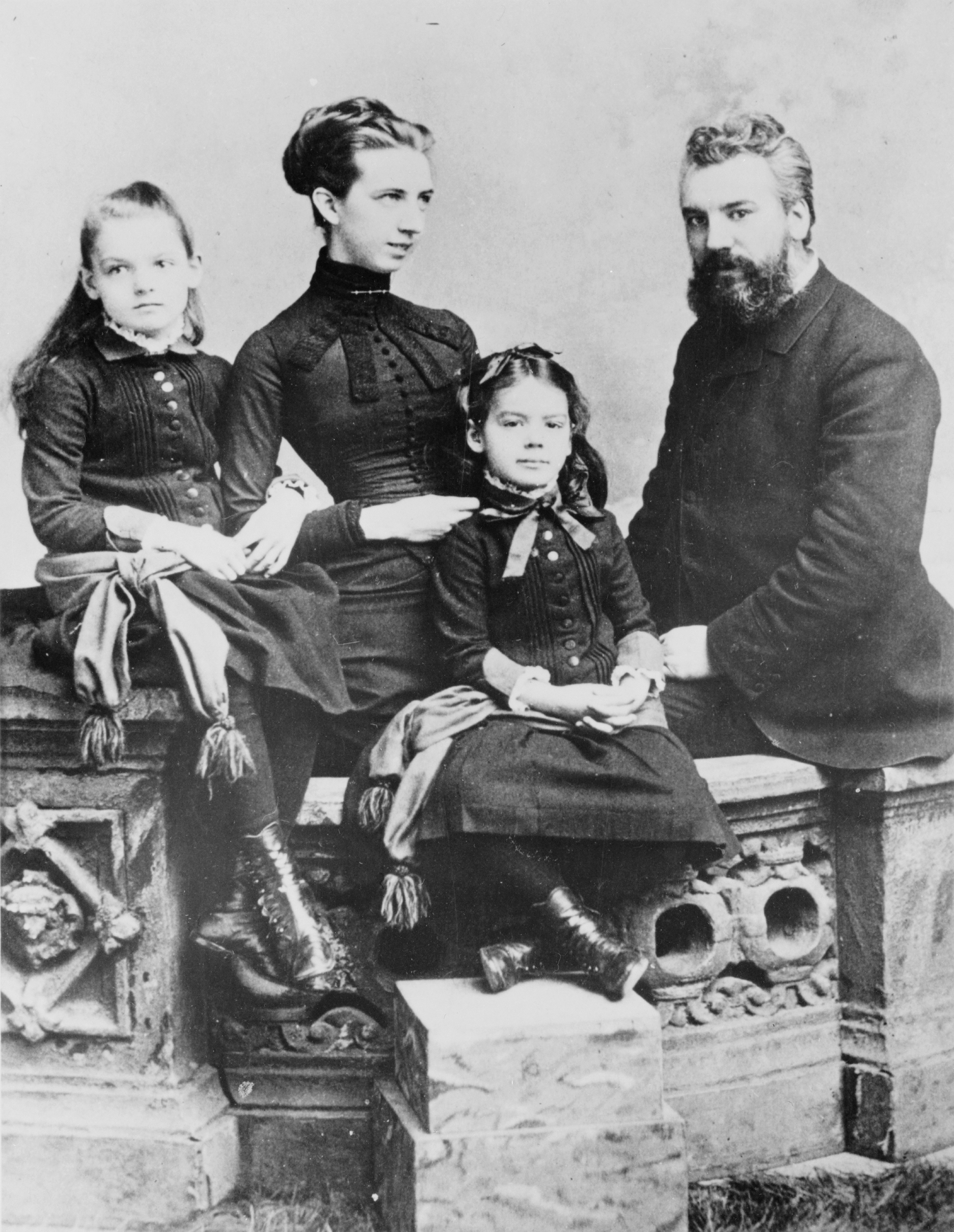
ألكسندر غراهام بل وزوجته مابيل جاردينر هوبارد وابنتيهما؛ إلسي (التي تجلس إلى يساره) وماريان (1885).

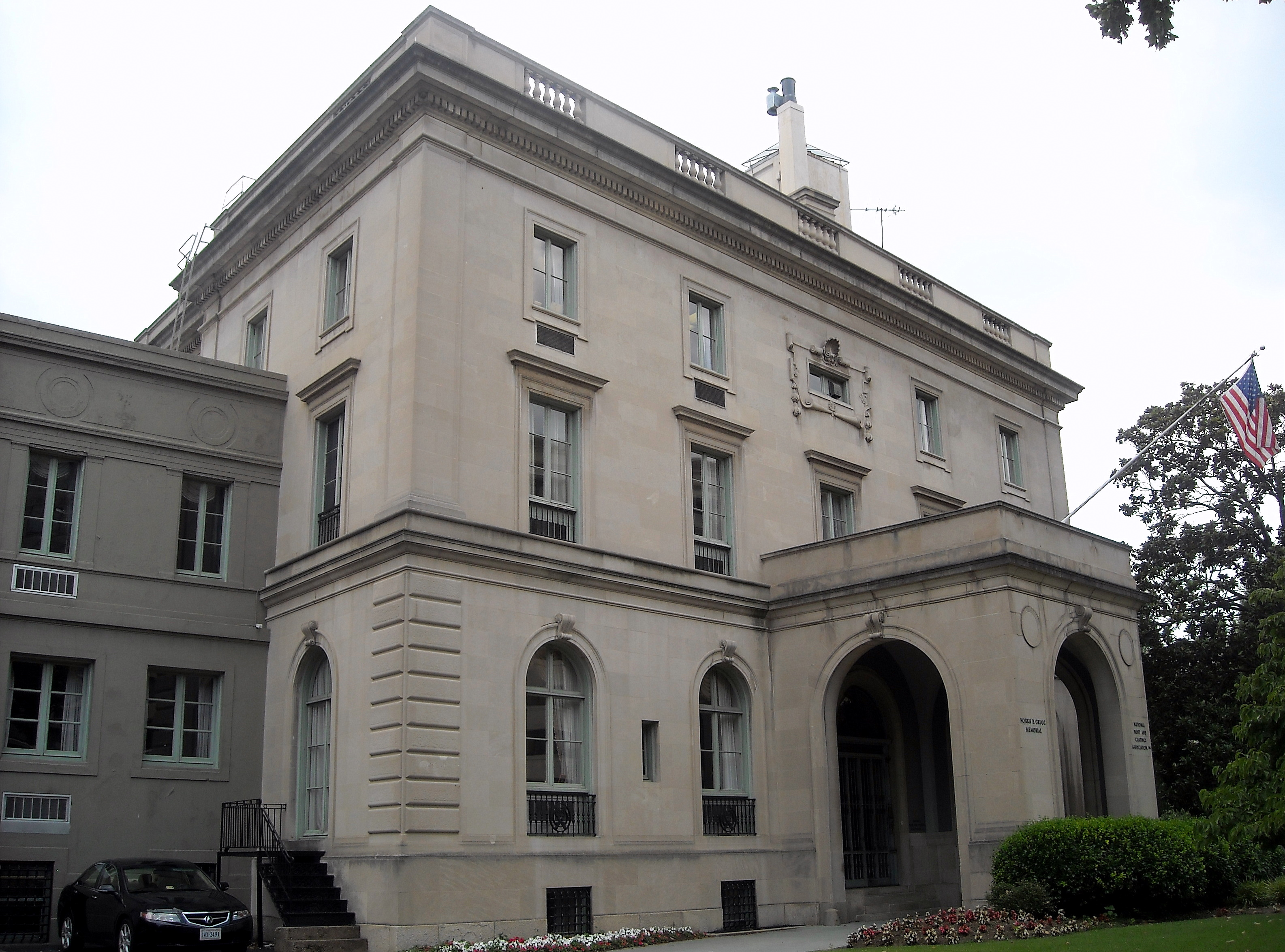
قصر Brodhead-Bell وهو محل إقامة أسرة بل في واشنطن العاصمة للفترة (1882-1889).

في 11 يوليو 1877 وبعد بضعة أيام من إنشاء شركة بل للهواتف، تزوج بل من مابيل هوبارد (1857-1923) في عقار هوبارد بكامبريدج، ماساتشوستس. قدَّم بل هدية زفاف إلى عروسه بتحويل 1,487 سهما من أصل 1,497 من أسهمه في شركة بل للهواتف التي كان قد أنشأها حديثا. بعد ذلك بوقت قصير، باشر العروسان بقضاء شهر عسل طويل لمدة عام في أوروبا. خلال تلك الرحلة أخذ بل نموذجا مصنوعا يدويا من هاتفه معه، مما جعلها «إجازة عملية». كانت الخطوبة قد بدأت قبل سنوات، ولكن ألكسندر انتظر حتى يؤمن نفسه ماديا بشكل أكبر قبل الزواج. على الرغم من أن الهاتف بدا كأنه نجاحا «فوريا»، إلا أنه لم يكن في البداية مشروعا مربحا وكانت المحاضرات التي ألقاها بل هي مصدر الدخل الرئيسي له حتى بعد عام 1897. كان لخطيبته طلبا استثنائيا واحدا وهو أن يستخدم لقب "Alec" بدلا من اسم العائلة الذي كان يستخدم في وقت سابق "Aleck". اعتبارا من سنة 1876 أصبح يوقع اسمه «أليك بل» (Alec Bell). أنجب الزوجان أربعة أطفال: إلسي ماي بل (1878-1964) وتزوجت من جيلبرت هوفي جروفنر الذي عمل لدى ناشيونال جيوغرافيك الشهيرة، وماريان هوبارد بل (1880-1962) المُلقَّبة باسم «ديزي»، وتوفي إثنين من أولاده الذكور في سن الطفولة. كان منزل أسرة بل في كامبريدج بولاية ماساشوستس حتى عام 1880 عندما اشترى والد زوجة بل منزلا في واشنطن العاصمة، وفي وقت لاحق من سنة 1882 اشترى منزلا في نفس المدينة التي كانت تقطنها عائلة بل، بحيث يمكن أن يكونوا بقربه حين كان يضطر إلى حضور العديد من جلسات المحكمة بشأن قضايا المنازعات المتعلقة ببراءة الاختراع.
كان بل من الرعايا البريطانيين في فترة حياته المبكرة التي قضاها في اسكتلندا ثم في كندا حتى عام 1882، ثم حصل على الجنسية الأمريكية. في عام 1915، وصف وضعه على النحو التالي: «أنا لست أحد أولئك الأمريكيين الذين يدعون الولاء لبلدين.» على الرغم من ذلك الإعلان، افتخر بل بادعائه أنه «ابن أصلي» للثلاث دول التي أقام بها وهي الولايات المتحدة وكندا واسكتلندا.
بحلول عام 1885 فكّر بل بإقامة منتجع صيفي جديد، وذهب ذلك الصيف في إجازة إلى جزيرة كيب بريتون في نوفا سكوشا، وقضى وقته في قرية باديك (Baddeck) الصغيرة. بعد عودته بدأ بل سنة 1886 ببناء عقار على الجانب الآخر من قرية باديك، تطل على بحيرة (Bras d'Or Lake). وفي عام 1889، أتم بل بناء المنزل الكبير الذي أطلق عليه اسم (The Lodge)، وبعد مرور سنتين بدأ بإنشاء مجمعا كبيرا من المباني أسماه بيين بريج "Beinn Bhreagh" (وتعني باللغة الغيلينية: الجبل الجميل) نسبة إلى منطقة المرتفعات الاسكتلندية التي قطنها أجداده ومن ضمن تلك المباني أنشأ مختبرا جديدا. قضى بل سنواته الأخيرة وبعضا من أكثر سنواته المثمرة في واشنطن العاصمة حيث كان يقطن هو وعائلته في البداية معظم فترات السنة وبمنزله في بيين بريج.
استمر بل وعائلته بتبادل السكن بين المنزلين حتى أيامه الأخيرة، ولكن منزل بيين بريج على مدار الثلاثين عاما التالية لم يعد المنزل الذي يتم فيه قضاء الإجازة الصيفية فحسب، بل أن بل استغرق بإجراء تجاربه هناك الأمر الذي أدى إلى تمديد فترات إقامتهم السنوية هناك. اندمج كل من بل ومابيل في مجتمع باديك وحازا على قبول القرويين هناك بحيث أصبحوا «كأنهم منهم». كانت عائلة بل لا تزال تقيم في بيين بريج عندما وقع انفجار هاليفاكس في 6 ديسمبر 1917. حَثَّ بل ومابيل المجتمع لمساعدة ضحايا هاليفاكس.

## اختراعاته الأخرى
على الرغم من ارتباط اسم ألكسندر غراهام بل باختراع الهاتف في معظم الأوقات، كانت اهتماماته متنوعة بشكل كبير. وفقا لإحدى كُتَّاب سيرته الذاتية «شارلوت غراي»، كان نطاق أعمال بل «بلا قيود عبر المشهد العلمي» وكان كثيرا ما يذهب إلى السرير وهو يقرأ بنهم موسوعة بريتانيكا ويجوبها بحثا عن مجالات اهتمام جديدة. تكمن مدى عبقرية بل إلى حد ما في أنه حصل على 18 براءة اختراع تم منحها باسمه فقط و12 براءة اختراع حصل عليها مناصفةً مع مساعديه. اشتملت براءات الاختراع تلك على 14 براءة اختراع خاصة بالهاتف والتلغراف وأربع براءات اختراع خاصة بجهاز الفوتوفون (photophone) وبراءة اختراع واحدة خاصة بالفونوغراف (phonograph) وخمس براءات اختراع للمركبات الهوائية وأربع براءات اختراع للطائرات المائية وبراءتي اختراع لخلايا السيلينيوم. كانت اختراعات بل تغطي مجموعة واسعة من الاهتمامات بحيث شملت سترة معدنية للمساعدة في التنفس وجهاز قياس السمع للكشف عن مشاكل طفيفة في السمع وجهاز لتحديد مواقع الجبال الجليدية وتحقيقات حول كيفية فصل الملح عن مياه البحر والعمل على إيجاد بديلا للوقود.
عمل بل بشكل مكثف على الأبحاث الطبية واخترع تقنيات تساعد في تعليم الكلام للصم. خلال فترة «مختبر فولتا»، بحث بل ومساعديه عن تأثير المجال المغناطيسي على اسطوانة كوسيلة لإنتاج الصوت. قام الثلاثي بتجريب ذلك المفهوم لفترة وجيزة ولم يتمكنوا من وضع نموذج أولي قابل للتطبيق. لقد تخلوا عن الفكرة تماما ولم يدركوا أنهم أشاروا إلى أحد المبادئ الأساسية الذي ربما يوما ما قد يتم تطبيقه على جهاز تسجيل الشرائط ومحرك الأقراص الصلبة ومحرك الأقراص المرنة والوسائط الممغنطة الأخرى.
استخدم بل في منزله الخاص أنواعا بدائية من المكيفات الهوائية التي تحتوي على مراوح تعمل على تدفق تيارات الهواء خلال كتل كبيرة من الجليد. كما توقع المخاوف الحديثة المتعلقة بالنقص في الوقود والتلوث الصناعي. وقال مُعَلِّلا ذلك أن غاز الميثان يمكن أن ينتج من نفايات المزارع والمصانع. وفي مزرعته في نوفا سكوشا بكندا، قام بإجراء تجارب على سماد المراحيض والأجهزة التي تستخلص الماء من الجو. في مقابلة مع مجلة نُشِرت قبل فترة وجيزة من وفاته تحدث على إمكانية استخدام الألواح الشمسية لتدفئة المنازل.

### جهاز الكشف عن المعادن
كما يرجع الفضل لبيل لاختراع جهاز الكشف عن المعادن في عام 1881. سرعان ما استخدم الجهاز في محاولة للعثور على رصاصة في جسد الرئيس الأمريكي جيمس جارفيلد. كان عمل جهاز الكشف عن المعادن لا تشوبه شائبة في الاختبارات لكنه لم يكشف عن رصاصة القاتل ويرجع ذلك جزئيا إلى إطار السرير المعدني الذي كانت جثة الرئيس تستلقي عليه، مما أدى إلى التشويش على الجهاز. كما شكك الأطباء القائمون على العملية الجراحية للرئيس كثيرا بكفاءة هذا الجهاز، وكان بل قد طلب مرارا وتكرارا نقل جثة الرئيس إلى سرير آخر لا يحتوى على أي مواد معدنية. اكتشف بل صوتا طفيفا في اختباره الأول، وقد تكون الرصاصة استقرت بعمق كبير بحيث لا يمكن كشفها بواسطة الجهاز البسيط. قدّم بل تقريرا يحتوي على وصف شامل لكل تجاربه إلى الجمعية الأمريكية لتقدم العلوم (AAAS) وقرأه أمامهم في أغسطس 1882.

### القارب المحلق (الهايدروفويل)

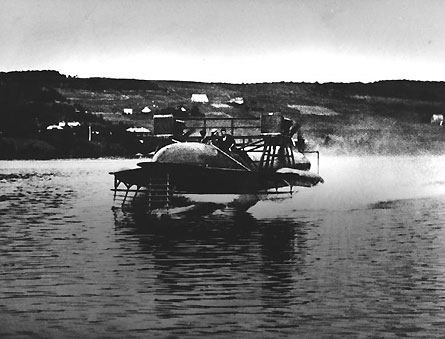
مركب بل HD-4 أثناء تجربته (1919).

في مارس 1906 نشرت مجلة ساينتفك أمريكان مقالة للرائد الأمريكي «ويليام إي ميكهام» أوضح فيها الفكرة الأساسية للقوارب المحلقة «الهايدروفويل» والطائرات المائية. اعتبر بل اختراع الطائرة المائية إنجازا كبيرا جدا. استنادا إلى المعلومات المكتسبة من تلك المقالة، بدأ بل في رسم تصميم المفاهيم لما يسمى الآن بالقارب المحلق. قام بل ومساعده «فريدريك بالدوين» بإجراء تجارب الهايدروفويل في صيف عام 1908 باعتباره مساعدا ممكنا لإقلاع الطائرة من المياه. درس بالدوين عمل المخترع الإيطالي «أنريكو فورلانيني» وبدأ باختبار النماذج. أدى ذلك إلى قيامه وبيل بتطوير القارب المحلق العملي.
خلال جولته العالمية في الفترة (1910-1911)، التقى بل وبالدوين بفورلانيني في فرنسا وركبوا في القارب المحلق لفورلانيني فوق بحيرة ماجيوري. وصف بالدوين الركوب بالسلس كالتحليق. بعد العودة إلى باديك، تم بناء عددا من المفاهيم الأولية كنماذج تجريبية، بما في ذلك «دوناس بيج» (Dhonnas Beag)، وهو أول قارب محلق ذو دفع ذاتي لبيل وبالدوين. مثلت هذه الزوارق التجريبية في بادئ الأمر النماذج التي اعتمدت على ثبوت مدى صحة الأفكار والمفاهيم وانتهت بزوارق HD-4 الكبيرة والتي كانت في أوج ازدهارها وسجلت أرقاما قياسية في السرعة وكان مصدر قوتها محركات أنتجتها مجموعة رينو الفرنسية. تم تحقيق سرعة قصوى تصل إلى 54 ميل في الساعة (87 كم/ساعة)، أظهر القارب المحلق تسارعا واستقرارا وتوجيها جيدا، إلى جانب القدرة على ركوب الموجات دون صعوبة. في عام 1913، قام الدكتور بل بتعيين «والتر بينود»، وهو مصمم وصانع يخوت في سيدني وصاحب يخت بينود يارد (Pinaud's Yacht Yard) في ضاحية ويستماونت، بنوفا سكوشا وذلك من أجل العمل على عوامات لزوارق الهايدروفويل HD-4. سرعان ما سيطر بينود على حوض السفن في مختبرات بل في بيين بريج، بعقار بل بالقرب من قرية باديك، نوفا سكوشا. إن خبرة بينود في مجال صنع القوارب مكنته من إجراء تغييرات مفيدة على تصميم قوارب HD-4. قدّم بل تقريرا إلى بحرية الولايات المتحدة مكنه من الحصول على ماكينتين بقوة 350 حصان (260 كيلوواط) في يوليو 1919. وفي 9 سبتمبر 1919، حطّمت HD-4 سرعة بحرية قياسية محقّقة 70.86 ميل في الساعة (114.04 كم/ساعة)، استمر هذا الرقم القياسي دون كسر لمدة عشر سنوات.

### علم الطيران

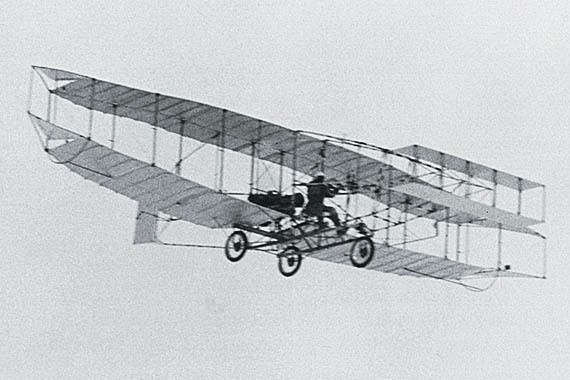
طائرة من طراز AEA سيلفر دارت (1909).

في عام 1891، بدأ بل بتجاربه لتطوير طائرة بمحرك يعمل بقوة أثقل من الهواء. تم صنع أول طائرة من طراز (AEA)عندما تخيَّل بل نفسه يحلق بالهواء مع زوجته التي نصحته بالاستعانة بمساعدة من «الشباب» حيث كان بل قد بلغ 60 عاما.
في عام 1898، أجرى بل تجاربا على الطائرة الورقية صندوقية الشكل رباعية السطوح والأجنحة التي تتألف منها الطائرة الورقية رباعية الأسطح المغطاة بالحرير. تمت تسمية الأجنحة رباعية السطوح باسم «سيغنيت» الأولى والثانية والثالثة (Cygnet I, II and III)، وتم إطلاقها جوا بدون طيار ومع طيار (تحطمت سيغنيت الأولى (Cygnet I) خلال رحلة حملت سلفريدج) في الفترة (1907-1912). تم عرض بعض طائرات بل الورقية في الموقع التاريخي لتكريمات وتشريفات ألكسندر غراهام بل.
وكان بل أحد داعمي بحوث هندسة الطيران والفضاء الجوي من خلال جمعية التجارب الجوية (AEA) التي تأسست رسميا في باديك بنوفا سكوشا في أكتوبر 1907 بناءً على اقتراح من مابيل زوجة بل ودعمها المادي بعد بيع أحد العقارات التي كانت تمتلكها. ترأس بل جمعية التجارب الجوية (AEA) في حين كان الأعضاء المؤسسين أربعة شبان وهم:
- «غلين إتش كيرتس»، صانع دراجات نارية أمريكي كان يحمل لقب «أسرع رجل في العالم» في ذلك الوقت بعد أن قاد دراجته النارية التي صنعها بنفسه في أقصر مدة زمنية، كما حصل في وقت لاحق على جائزة ساينتفك أمريكان عن قيامه بأول رحلة رسمية لمسافة كيلومتر واحد في نصف الأرض الغربي، ونال شهرة عالمية كصانع طائرات.
- الملازم «توماس سيلفريدج»، مراقب رسمي من الحكومة الفيدرالية للولايات المتحدة، وهو الشخص الوحيد الذي كان يؤمن بمستقبل الطيران في الجيش.
- «فريدريك بالدوين» أول كندي وبريطاني يقوم بقيادة طائرة في رحلة عامة في قرية هاموندسبورت بولاية نيويورك.
- «جي إيه دي ماكوردي»، كان كلا من بالدوين وماكوردي مهندسين حديثي التخرج من جامعة تورونتو.

تقدم عمل الجمعية بالاعتماد على المحركات التي تعمل بقوة أثقل من الهواء حيث قاموا بتطبيق المعلومات حول الطائرات الورقية على الطائرات الشراعية. بعد انتقالهم إلى هاموندسبورت، قامت المجموعة بتصميم وصنع طائرة «ريد وينغ» (Red Wing) وكان هيكلها من الخيزران وغُطِّيَت بالحرير الأحمر وكانت مدعومة بمحرك صغير يعمل بتبريد الهواء. في يوم 12 مارس 1908، أقلعت أول رحلة رسمية لطائرة ذات سطحين وحلقت فوق بحيرة (Keuka Lake) في أمريكا الشمالية. الابتكارات التي تم إدراجها في هذا التصميم تضمنت مكانا مخصصا لمقطورة طيار ودفة (كان من المقرر لاحقا إضافة تغييرات على التصميم الأساسي لمؤخرة الطائرة «أو ما يسمى بالجنيح وهو جزء متحرك من جناح الطائرة لحفظ التوازن» كوسيلة للتحكم). يُعَد الجنيح أحد اختراعات الجمعية وتم صنعه بشكل مستقل من قبل «روبرت إزنولت بيلتيري» وآخرون غيره كما أنه يمثل المُكَوِّن المعياري لكل الطائرات. تبع ذلك «وايت وينغ» (White Wing) و«جون باغ» (June Bug) وبحلول نهاية عام 1908، تم إنجاز أكثر من 150 رحلة جوية من دون حوادث. على الرغم من ذلك، فقد استنزفت الجمعية جميع مواردها الاحتياطية فقامت السيدة مابيل بمنح مبلغ 10,000 دولار أمريكي الأمر الذي مَكَّن الجمعية من مواصلة تجاربها.
شمل التصميم النهائي للطائرة جميع عمليات التطوير التي قاموا بها على المحركات المستخدمة من قبل وأُطلِق على الطائرة اسم «سيلفر دارت» (Silver Dart) في 23 فبراير 1909، كان بل حاضرا عند إطلاق أول طائرة من طراز سيلفر دارت بقيادة جي إيه دي ماكوردي من بحيرة (Bras d'Or) المتجمدة، وكانت تلك أول طائرة تحلق في سماء كندا. كان بل قلقا من أن تكون الرحلة خطرة جدا، ورتَّب لوجود طبيب يكون على استعداد لأي حادث. على الرغم من ذلك كانت الرحلة ناجحة للغاية، وتم حلّ الجمعية كما نُسِب اختراع طائرة سيلفر دارت لكل من بالدوين وماكوردي الذين أسَّسا شركة المطارات الكندية التي قامت باستعراض الطائرات للجيش الكندي فيما بعد.

## علم تحسين النسل
ارتبط بل بحركة علم تحسين النسل التي ظهرت في الولايات المتحدة. في محاضرة له ألقاها على الأكاديمية الوطنية للعلوم بتاريخ 13 نوفمبر 1883 تحت عنوان مذكرات حول تكوُّن فئة من الصم في الجنس البشري، أشار إلى أن الآباء المصابون بالصمم الخلقي كانوا أكثر عرضة لإنجاب أطفال من الصم واقترح مبدئيا عدم وجوب الزواج بين طرفين مصابين بالصمم. كانت من هواياته تربية الماشية مما دفعه للقاء عالم الأحياء «ديفيد ستار جوردن» وشغل منصبا في لجنة تحسين النسل التي أقامها تحت رعاية الجمعية الأمريكية لهواة تربية الماشية. أسهمت الجمعية بشكل قاطع بتوسع المبدأ لدى بل. خلال الفترة (1912-1918) كان رئيس مجلس إدارة المستشارين العلميين في مكتب السجلات لتحسين النسل بالاشتراك مع مختبر كولد سبرينج هاربور (Cold Spring Harbor Laboratory) في نيويورك، وكان يحضر الاجتماعات بانتظام. في عام 1921، كان الرئيس الفخري للمؤتمر الدولي الثاني لعلم تحسين النسل الذي عُقِدَ تحت رعاية المتحف الأمريكي للتاريخ الطبيعي في نيويورك. كما تبنت مثل تلك المنظمات أمر إصدار قوانين تحدد التعقيم الإلزامي للأفراد الذين يعتبرون «فئة من البشر تعاني من خلل جسدي» كما أطلق عليهم بل. وفي أواخر 1930، كان لدى ما يقرب من نصف الولايات الأمريكية قوانين خاصة بعلم تحسين النسل كما استُخدمت القوانين التي وضعتها ولاية كاليفورنيا لتحسين النسل كنموذج لقوانين تحسين النسل في ألمانيا النازية.

## تراثه وتكريماته

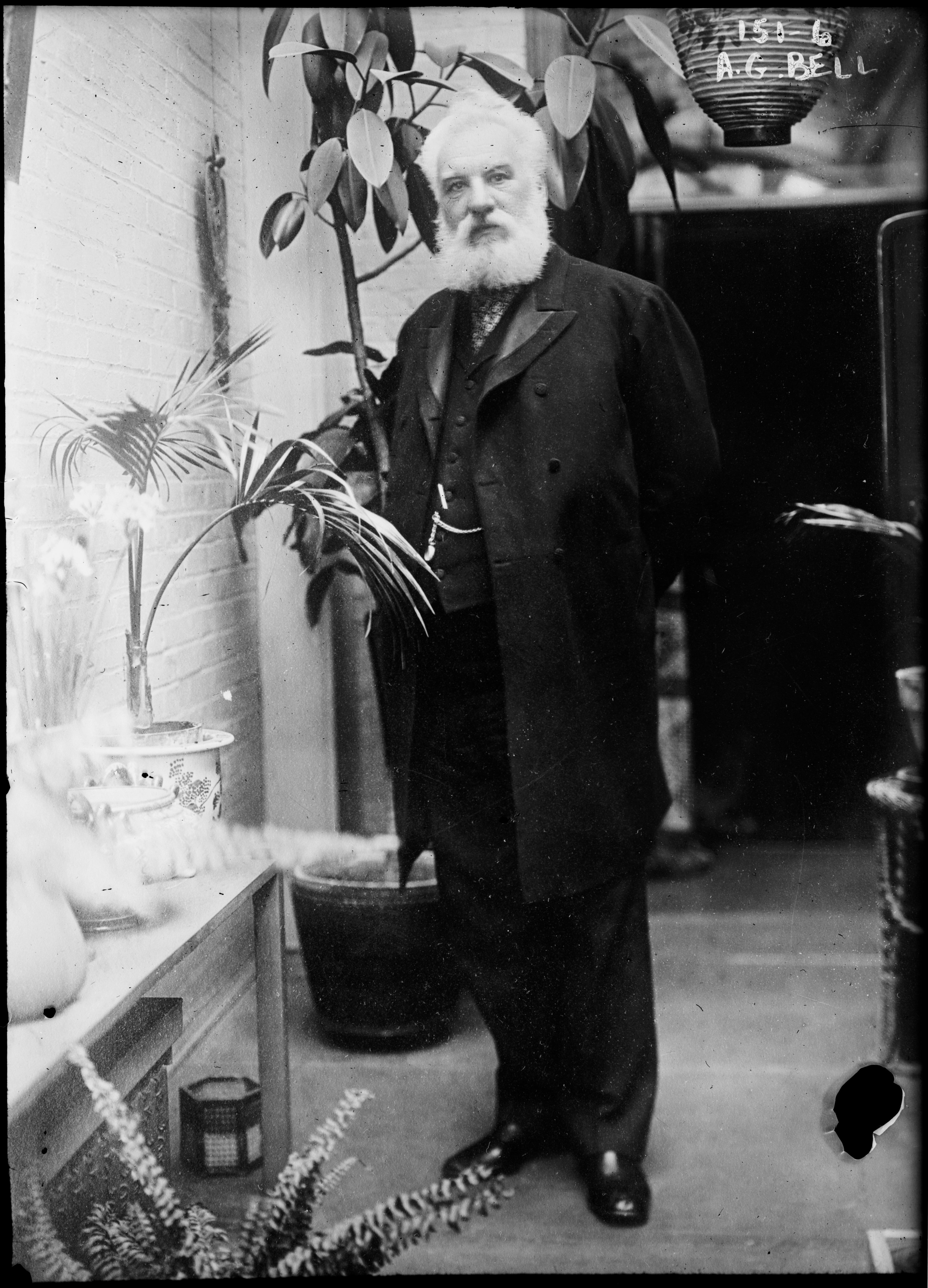
ألكسندر غراهام بل في سنواته الأخيرة.

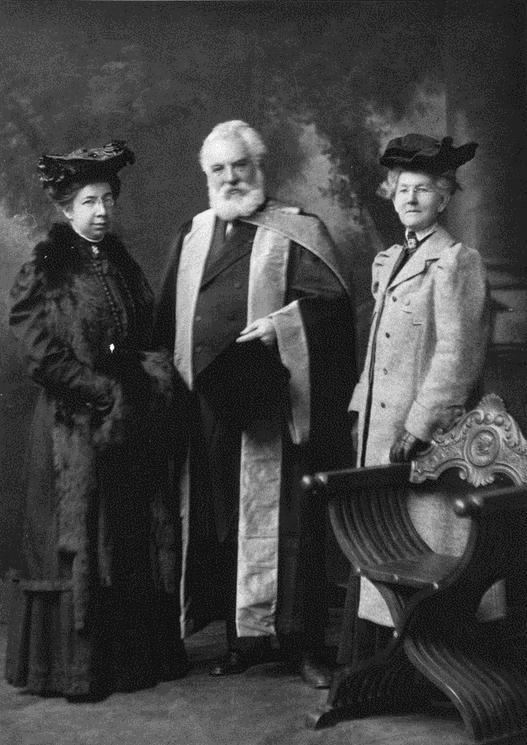
ألكسندر غراهام بل عند تلقّيه دكتوراه فخرية في القانون من جامعة إدنبرة، بريطانيا (1906).

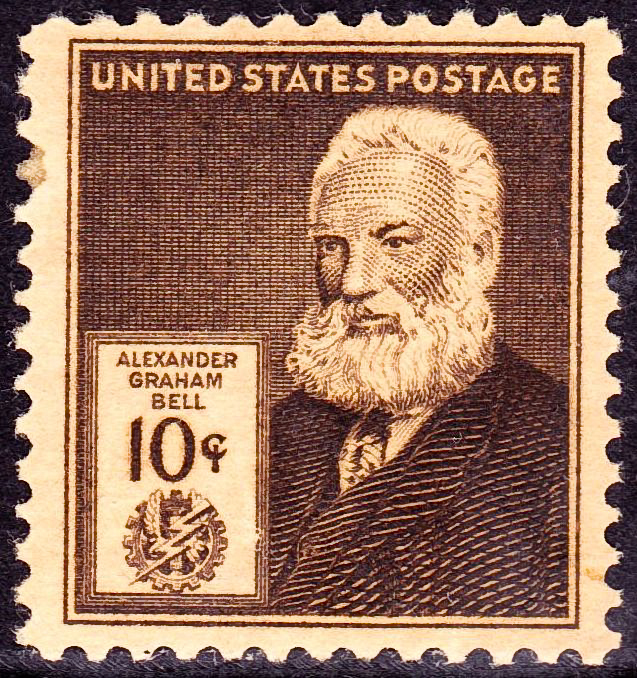
طابع بريدي أمريكي يحمل صورة ألكسندر غراهام بل، صدر سنة (1940).

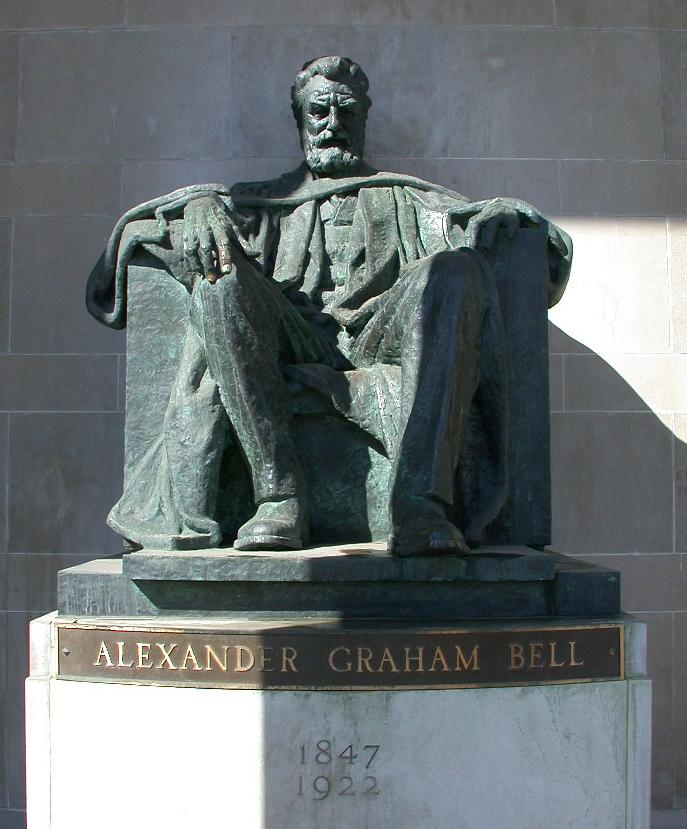
تمثال بل في أسلوب مماثل لنصب لنكولن التذكاري، يقع في الرواق الأمامي لمبنى برانتفورد في أونتاريو، كندا.

انهالت التكريمات والتقديرات على بل بأعداد متزايدة كما أصبح أشهر اختراع له موجودا في كل مكان ونمت شهرته الشخصية. تلقى بل العديد من الدرجات الفخرية من الكليات والجامعات، لدرجة أن الطلبات كادت أن تصبح عبئا ثقيلا. كما تلقى عشرات الجوائز الكبرى والميداليات وتكريمات أخرى خلال حياته. شملت تلك التكريمات معالم أثرية كالتماثيل سواء له أو للشكل الجديد من الاتصالات الذي اخترعه أي الهاتف، ولا سيما تمثال هاتف بل الذي نُصِبَ على شرفه في حدائق ألكسندر غراهام بل بمدينة برانتفورد، أونتاريو سنة 1917.
هناك عددا كبيرا من مقتنيات بل كرسائله ومراسلاته الشخصية ومذكراته وأوراق ووثائق أخرى تتواجد في كل من الولايات المتحدة لدى مكتبة الكونغرس بقسم المخطوطات تحت عنوان وثائق عائلية لألكسندر غراهام بل، وفي معهد ألكسندر غراهام بل، جامعة كيب بريتون بنوفا سكوشا، وتوجد مجموعة كبيرة منها متوفرة على شبكة الإنترنت يمكن الاطلاع عليها.
تم إنشاء عددا من المواقع التاريخية والعلامات الأخرى إحياءً لذكرى بل في أمريكا الشمالية وأوروبا، بما في ذلك أول شركات للهاتف في الولايات المتحدة وكندا. فيما يلي بعضا من المواقع الرئيسية:
- الموقع التاريخي القومي لألكسندر غراهام بل، برعاية متنزهات كندا، ويضم متحف ألكسندر غراهام بل في قرية باديك بنوفا سكوشا على مقربة من عقار بل «بيين بريج».[130]
- الموقع التاريخي القومي لمنزل بل، ويُعرَف أيضا باسم «منزل ميلفيل» (Melville House)، ويطل على برانتفورد، أونتاريو ونهر غراند، وكان منزل عائلة بل الأول في أمريكا الشمالية.
- أول مبنى شركة هواتف في كندا، «منزل هندرسون» (the Henderson Home)، نشأ سنة 1877 لشركة بل للهواتف بكندا، والذي تم نقله بعناية عام 1969 إلى «عزبة بل» التاريخية. تحتفظ جمعية عزبة بل بكل من «منزل هندرسون» و«مبنى شركة بل للهواتف» في برانتفورد، أونتاريو.[131]
- الحديقة التذكارية لألكسندر غراهام بل، والتي تتميز بنصب نيوكلاسيكي واسع تم بناؤه سنة 1917 عن طريق الاكتتاب العام. ويُصَوِّر النصب بشكل نابض بالحياة قدرة الإنسان على تجاوز الكرة الأرضية من خلال الاتصالات عن بُعد.[132]
- متحف ألكسندر غراهام بل (افتتح سنة 1956)، وهو جزء من «الموقع التاريخي القومي لألكسندر غراهام بل»، اكتمل سنة 1978 في قرية باديك، نوفا سكوشا. تم التبرُّع بالعديد من القطع الأثرية في المتحف من قبل بنات بل؛

في عام 1880 تلقى بل جائزة فولتا بقيمة 50,000 فرنك فرنسي (حوالي 10,000 دولار أمريكي) عن اختراع الهاتف من الأكاديمية الفرنسية التي كانت تمثل الحكومة الفرنسية. كان من بين الشخصيات اللامعة في لجنة التحكيم كل من فيكتور هوجو وألكسندر دوماس. تم إنشاء جائزة فولتا من قبل نابليون بونابرت في عام 1803 تكريما لألساندرو فولتا، وتلقى بل جائزة فولتا الكبرى الثالثة في التاريخ. حينها كان بل يزداد ثراءً، لذا فقد استغل مبلغ الجائزة بإنشاء الصناديق الخيرية (صندوق فولتا) والمؤسسات في داخل وخارج عاصمة الولايات المتحدة، واشنطن. كان من ضمنها «جمعية مختبر فولتا» المرموقة (1880)، والمعروفة أيضا باسم «مختبرات فولتا» وباسم «مختبر ألكسندر غراهام بل»، مما أدى بالنهاية إلى إنشاء «مكتب فولتا» (1887) وهو مركز للدراسات عن الصمم ولا يزال يعمل بمدينة جورجتاون في واشنطن، العاصمة. أصبح مختبر فولتا منشأة دائمة تُموّل التجارب المكرسة للاكتشاف العلمي، وفي السنة التالية تم اختراع الفونوغراف ذو الاسطوانة الشمعية الذي كان يستخدم في وقت لاحق من قبل توماس إديسون؛  كان المختبر أيضا هو المكان الذي قام به بل ومساعده بأكثر اختراع مدعاة للفخر «الفوتوفون» أي الهاتف البصري الذي كان بشرى لنظم اتصالات الألياف البصرية، وتطور مكتب فولتا لاحقا ليصبح جمعية ألكسندر غراهام بل للصم وضِعاف السمع، وهو المركز الرائد للبحث وطرق التدريس عن الصمم.
ساعد بل من خلال شراكة مع «جاردينر هوبارد» بتأسيس النشرة العلمية ساينس في بداية سنة 1880. وكان بل أحد الأعضاء المؤسسين لناشيونال جيوغرافيك في عام 1888، وأصبح رئيسها الثاني في الفترة (1897-1904)، كما أصبح عضو مجلس مؤسسة سميثسونيان في الفترة (1898-1922). تم منحه وسام جوقة الشرف من قِبَل الحكومة الفرنسية، ومنحته الجمعية الملكية للفنون في لندن وسام ألبرت في عام 1902، كما منحته جامعة فورتسبورغ في بافاريا درجة الدكتوراه، وحصل على وسام إليوت كريسون (Elliott Cresson Medal) من معهد فرانكلين سنة 1912. كان أحد مؤسسي الجمعية الأمريكية للمهندسين الكهربائيين في عام 1884 حيث ترأسها في الفترة (1891-1892)، ومنحته تلك الجمعية وسام إديسون (Edison Medal) سنة 1914 «تقديرا لإنجازه الرائع في اختراع الهاتف».
تم إطلاق وحدات قياس لشدة الصوت تحمل اسم «بيل» (بي) و«ديسيبيل» (دي بي) وهي وحدات قياس تم اختراعها في مختبرات بل. تقوم الجمعية الأمريكية للمهندسين الكهربائيين بمنح وسام ألكسندر غراهام بل منذ عام 1976 تكريما للمساهمات المتميزة في مجال الاتصالات السلكية واللاسلكية.
تميزت الذكرى السنوية المائة وخمسون لولادة بل في عام 1997 بإصدار رويال بنك اوف سكوتلاند لعدد تذكاري خاص من الأوراق النقدية من فئة 1 جنيه إسترليني. حملت الزخرفة على ظهر الورقة النقدية صورة جانبية لوجه بل مع توقيعه ورموز من حياته المهنية مثل: مستخدمي الهاتف على مر العصور وشكل موجي للصوت ورسم تخطيطي لسماعة الهاتف وأشكال لهياكل هندسية وتصويرات للغة الإشارة والأبجدية الصوتية والأوز التي ساعدته على فهم التحليق والخراف التي قام بدراستها لفهم علم الوراثة. بالإضافة إلى ذلك، قامت الحكومة الكندية بتكريم بل في عام 1997 من خلال إصدار عملة ذهبية بقيمة 100 دولار كندي أيضا احتفالا بالذكرى السنوية المائة وخمسون لولادته، وتم إصدار دولار فضي في عام 2009 احتفالا بالذكرى السنوية المائة لرحلات الطيران في كندا. وكان قد تم تنفيذ الرحلة الأولى بالطائرة تحت إشراف ووصاية الدكتور بل، وسُمِّيَت طائرة سيلفر دارت. تم إدراج صورة بل واختراعاته العديدة على النقود الورقية والعملات المعدنية والطوابع البريدية في العديد من البلدان حول العالم لعشرات السنين.
نال اسم بل شهرة كبيرة وما زال يُستَخدم كجزء من أسماء عشرات المعاهد التعليمية والشركات والشوارع والأماكن في جميع أنحاء العالم. كما تم تصنيف ألكسندر غراهام بل في المرتبة الـ57 ضمن قائمة أعظم 100 شخص بريطاني (2002) في استطلاع أجرته هيئة الإذاعة البريطانية (BBC) على الصعيد المحلي، كما تم تصنيفه ضمن أعظم 10 أشخاص كنديين (2004)، وضمن أعظم 100 شخص أمريكي (2005). في عام 2006، تم اعتبار بل أحد أعظم 10 علماء اسكتلنديين في التاريخ بعد أن تم إدراج اسمه في «قاعة مشاهير اسكتلندا للعلوم» لدى مكتبة اسكتلندا الوطنية.

### الدرجات الفخرية
تلقى ألكسندر غراهام بل الذي لم يتمكن من إكمال برنامج الجامعة في شبابه العديد من الدرجات الفخرية من عدة مؤسسات أكاديمية منها:
- 1880: (دكتوراه) من كلية غالو ديت، واشنطن العاصمة.[148]
- 1896: (دكتوراه في الحقوق) من جامعة هارفارد، كامبريدج، ماساتشوستس.
- 1902: (دكتوراه) من جامعة فورتسبورغ، بافاريا.
- أبريل 1906: (دكتوراه في الحقوق) من جامعة إدنبرة، إدنبرة، اسكتلندا.[149]
- 1909: (درجة فخرية) من جامعة كوينز، كينغستون، أونتاريو.
- 25 يونيو 1913: (دكتوراه في الحقوق) من كلية دارتموث، هانوفر، نيوهامبشاير.[150]

## وفاته
توفي بل من مضاعفات لمرض السكري بتاريخ 2 أغسطس 1922 في عقاره الخاص في بيين بريج، نوفا سكوشا، في سن الـ75. كان بل يعاني أيضا من فقر الدم الوبيل. في لحظاته الأخيرة بعد صراعه الطويل مع المرض، همست مابيل لزوجها قائلة: «لا تتركني.» فرد عليها بل بإشارة «لا.» ثم توفي.
بعدما علم رئيس وزراء كندا «ماكنزي كينج» بخبر وفاة بل، أرسل برقية عزاء للسيدة مابيل قائلا:
«تعرب الحكومة لسيادتكم عن خالص عزاءها ومدى خسارة العالم أجمع لوفاة زوجكم العالم الجليل. ونود أن نشير إلى أنه لمن دواعي فخر واعتزاز هذا البلد دائما وأبدا أن الاختراع العظيم الذي ارتبط اسمه به وسيُخَلَّد اسمه معه على الدوام سيُعَد جزءا من تاريخ هذا البلد. فباسم شعب كندا، اسمحوا لي أن أعبر لكم عن خالص تقديرنا ومواساتنا لكم في الحادث الأليم الذي ألمَّ بكم».
شُيِّد نعش بل في بيين بريج من الصنوبر من قبل موظفي مختبره، واستخدموا فيه نسيج الحرير الأحمر نفسه الذي استخدم في تجاربه على الطائرة الورقية رباعية السطوح. احتفالا بحياته، طلبت زوجته من الضيوف عدم ارتداء الأسود (لون الجنازة التقليدي) بينما حضر العازف المنفرد «جان ماكدونالد» ورتَّل قصيدة من «موسيقى قداس الموتى» لروبرت لويس ستيفنسون.
بعد الانتهاء من تشييع جنازة بل «توقف عمل كل هاتف في قارة أمريكا الشمالية حدادا وتقديرا للرجل الذي منح البشرية وسيلة اتصال مباشر عن بعد».
تم دفن الدكتور ألكسندر غراهام بل على قمة جبل في بيين بريج، في عقاره حيث كان يقيم بشكل متزايد على مدى آخر 35 سنة من حياته، بإطلالة على بحيرة (Bras d'Or Lake). وبقي حيا بوجود زوجته وابنتيه، إلسي ماي وماريان.

## وصلات خارجية
- ألكسندر غراهام بل على موقع IMDb (الإنجليزية)
- ألكسندر غراهام بل على موقع الموسوعة البريطانية (الإنجليزية)
- ألكسندر غراهام بل على موقع ميوزك برينز (الإنجليزية)
- ألكسندر غراهام بل على موقع إن إن دي بي (الإنجليزية)
- سيرة ذاتية في قاموس السير الذاتية الكندية أون لاين.
- معهد ألكسندر غراهام بل في جامعة كيب بريتون.
- تمثال هاتف بل الذي نُصِب تكريما لبيل ولاختراعه الهاتف بحدائق ألكسندر غراهام بل في برانتفورد، أونتاريو.
- السيرة الذاتية لأبلتون من تحرير ستانلي كلوس.
- الموقع التاريخي القومي لألكسندر غراهام بل في قرية باديك بنوفا سكوشا ويحتوي على العديد من تجارب ونماذج بل.
- وثائق عائلية لألكسندر غراهام بل، نسخة على الإنترنت في مكتبة الكونغرس. تضم مجموعة مختارة من 4,695 مادة (بإجمالي ما يقارب 51,500 صورة) وتتضمن المراسلات والمذكرات العلمية والمجلات والمخططات والمقالات والصور التي توثق اختراع بل للهاتف واشتراكه بتأسيس أول شركة هاتف في العالم وحياته الأسرية واهتمامه بتعليم الصم والطيران وغيرها من أعماله العلمية.
- طريق بل نحو اختراعه الهاتف.
- كلمة بل التي ألقاها أمام الجمعية الأمريكية لتقدم العلوم (AAAS) في بوسطن بتاريخ 27 أغسطس 1880 أثناء تقديمه للفوتوفون.
- ألكسندر غراهام بل، الرائد في مجال الاتصالات.
- مقبرة ألكسندر غراهام بل.
- ألكسندر غراهام بل: السيرة الذاتية وأكثر من ذلك بكثير في ملخص ممتاز لحياة ألكسندر غراهام بل من Answers.com، ويحتوي على العديد من تواريخ مفيدة لأجزاء مهمة من حياته.
- شجرة عائلة بل.
- كنوز أمريكية من مكتبة الكونغرس، ألكسندر غراهام بل.
- الملفات الشخصية للعلماء: ألكسندر غراهام بل.
- من أعمال ألكسندر غراهام بل.
- مذكرة المعمل الخاصة بألكسندر غراهام بل، 1875-1876

### براءات الاختراع
- U.S. Patent 161,739 تطوير أجهزة الإرسال والاستقبال الخاصة بأجهزة التلغراف الكهربائية، تم تقديمه في مارس عام 1875، وصدر في إبريل عام 1875 (يوجه إشارات متعددة عبر سلك واحد)
- U.S. Patent 174,465 تطوير عملية الإرسال عبر التلغراف، تم تقديمها في 14 فبراير 1876، وصدرت في 7 مارس 1876 (أول براءة اختراع خاصة بالهاتف حصل عليها بل)
- U.S. Patent 178,399 تطوير أجهزة استقبال التلغراف الهاتفية، تم تقديمها في إبريل 1876، وصدرت في يونيو 1876
- U.S. Patent 181,553 تطوير عملية توليد تيارات كهربائية (باستخدام مغناطيسات دائمة دوارة)، تم تقديمها في أغسطس 1876، وصدرت في أغسطس 1876
- U.S. Patent 186,787 التلغراف الكهربائي (سماعة تعمل بقوة مغناطيسية دائمة)، تم تقديمها في 15 يناير 1877، وصدرت في 30 يناير 1877
- U.S. Patent 235,199 جهاز للاتصال وتوجيه الإشارات يسمى الفوتوفون، تم تقديمها في أغسطس 1880، وصدرت في ديسمبر 1880
- U.S. Patent 757,012 المركبات الجوية، تم تقديمها في يونيو 1903، وصدرت في أبريل 1904

### الأفلام التي جسدت حياته
- Animated Hero Classics: Alexander Graham Bell  في قاعدة بيانات الأفلام على الإنترنت (بالإنجليزية) (1995)
- The Story of Alexander Graham Bell، فيلم (1939) تمت إعادة صياغته على شريط فيديو، تمثيل «دون أميش» بدور بل (1966)
- Biography - Alexander Graham Bell، السيرة الذاتية بصيغة A&E DVD مصورة من خلال لقطات تاريخية وصور ثابتة لبيل (2005)
- The Sound and the Silence  في قاعدة بيانات الأفلام على الإنترنت (بالإنجليزية) (تم عرضه على شاشة التلفاز في كندا ونيوزيلندا وأيرلندا) تمثيل «جون باخ» بدور بل (1992)